# 12. April
Der 12. April ist der 102. Tag des gregorianischen Kalenders (der 103. in Schaltjahren), somit bleiben 263 Tage bis zum Jahresende.

## Ereignisse

### Politik und Weltgeschehen
- 0238: Gordian II., von 19. März bis 9. April Mitregent seines Vaters, des römischen Gegenkaisers Gordian I., fällt im Kampf gegen Capelianus, der Kaiser Maximinus Thrax gegenüber loyal geblieben ist. Noch am selben Tag begeht sein Vater Selbstmord.
- 0467: Auf Vorschlag des mächtigen Heermeisters Ricimer wird Anthemius mit Unterstützung des oströmischen Kaisers Leo I. zum Kaiser des Weströmischen Reichs erhoben.
- 1229: Der Vertrag von Paris setzt den Schlusspunkt unter den Albigenserkreuzzug. Graf Raimund VII. von Toulouse muss erhebliche Gebietsverluste hinnehmen. Okzitanien wird Bestandteil des Königreichs Frankreich.

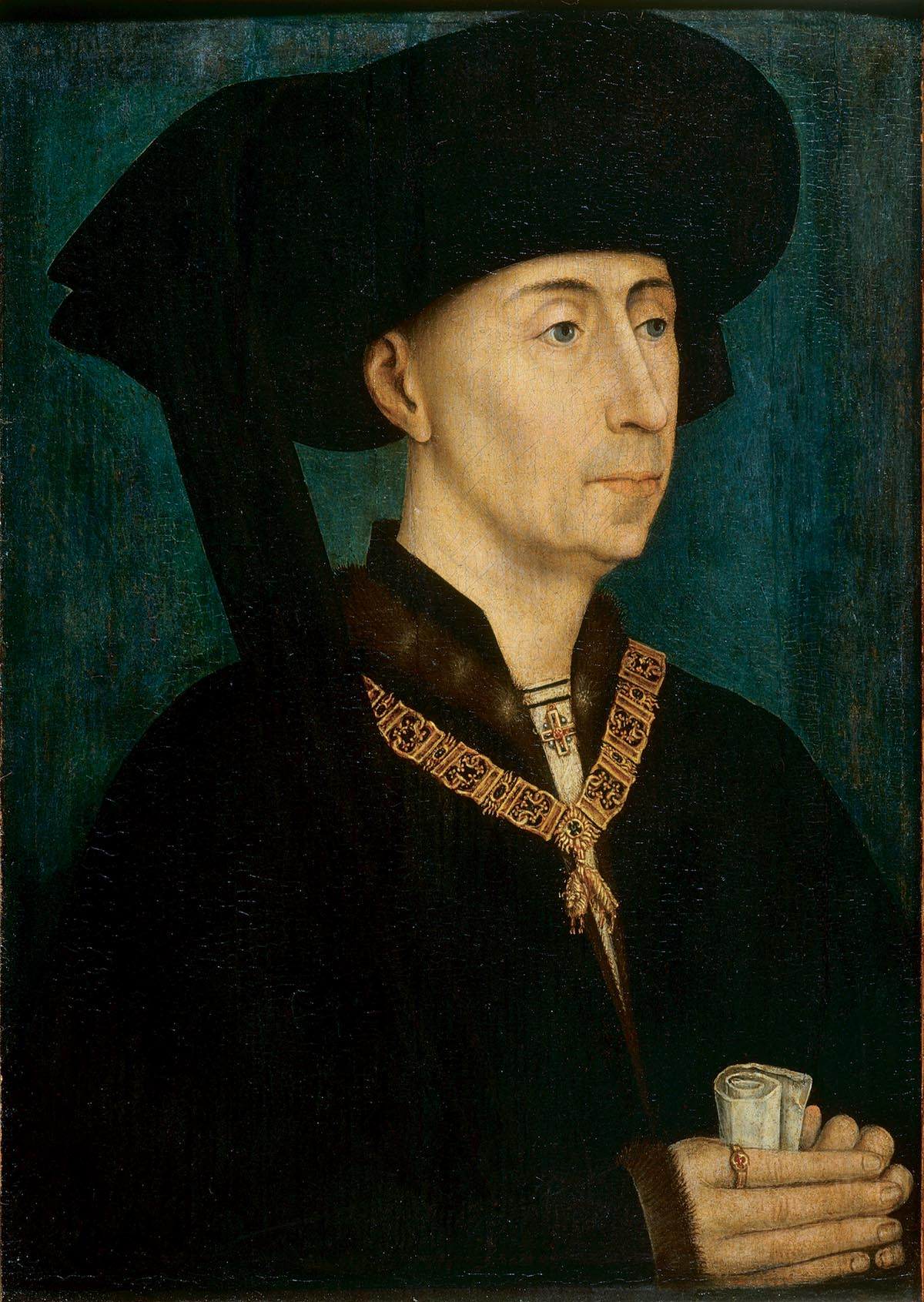
1433: Philipp von Burgund

- 1433: Im Haager Vertrag tritt Jakobäa von Straubing-Holland die Grafschaften Hennegau, Holland, Seeland und Friesland an Philipp von Burgund ab, nachdem dieser aus Furcht um sein Erbe nach dem Delfter Versöhnungsvertrag ihren Ehemann Frank von Borsselen hat entführen lassen.
- 1557: Der Gouverneur von Quito, Gil Ramírez Dávalos, gründet im Auftrag des Vizekönigs von Peru die Stadt Santa Ana de los Cuatro Ríos de Cuenca, das heutige Cuenca in Ecuador.

1606: Union Jack

- 1606: Um die Personalunion zwischen England und Schottland hervorzuheben, bestimmt König James I./VI. per Dekret eine gemeinsame Flagge der beiden Länder. Der Union Jack ist eine Überlagerung des schottischen Andreaskreuzes mit dem englischen Georgskreuz.
- 1609: In Antwerpen schließen Spanien und die Republik der Sieben Vereinigten Niederlande im Achtzigjährigen Krieg einen zwölfjährigen Waffenstillstand.

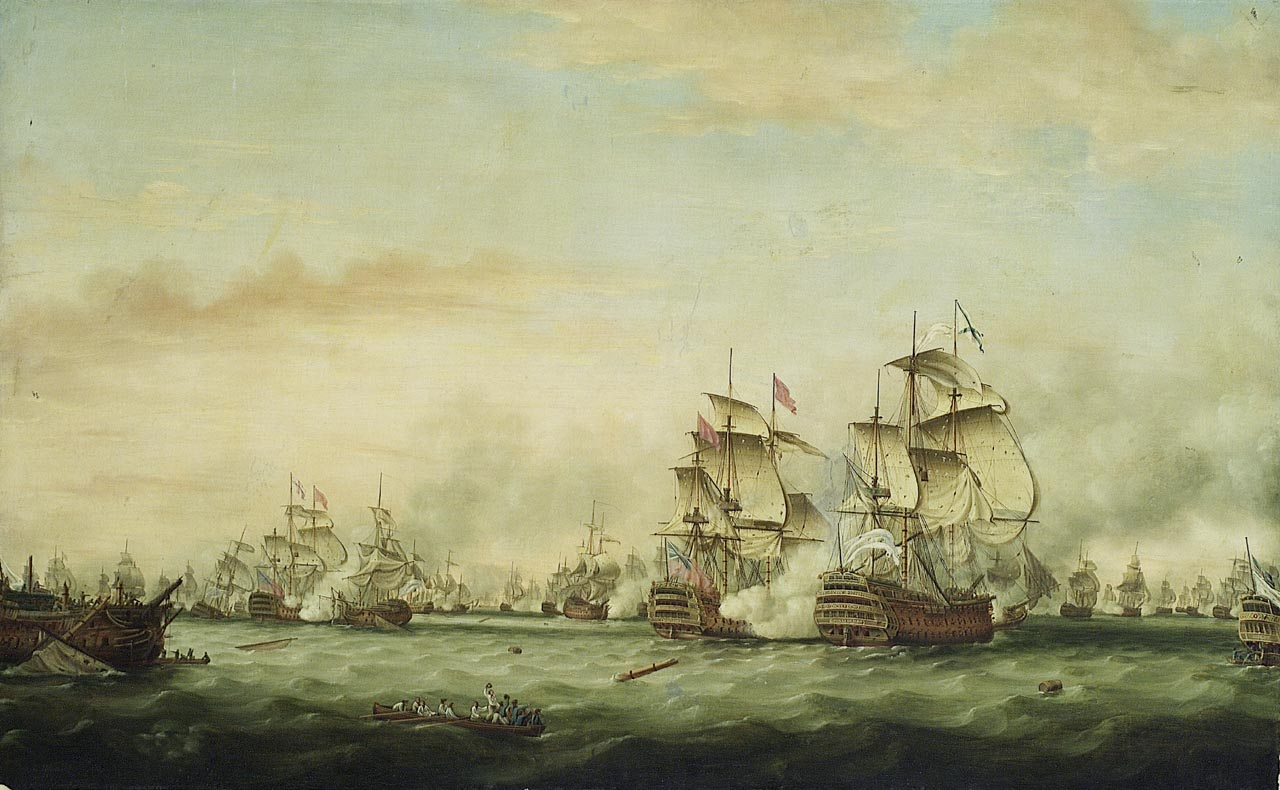
1782: Schlacht von Les Saintes

- 1782: Bei der karibischen Inselgruppe Îles des Saintes kommt es im Amerikanischen Unabhängigkeitskrieg zur Schlacht von Les Saintes, bei der die britische Flotte unter George Rodney, 1. Baron Rodney die Franzosen unter François Joseph Paul de Grasse besiegt. Damit endet die französische Bedrohung der British West Indies.
- 1796: Im Italienfeldzug bezwingt Napoleon Bonaparte mit seiner Armee in der Schlacht bei Montenotte österreichisch-sardische Truppen unter dem Befehl des Generals Jean-Pierre de Beaulieu.
- 1798: In Aarau konstituiert sich auf französischen Druck die Helvetische Republik an der Stelle der Alten Eidgenossenschaft. Die durch Revolutionsexport entstandene französische Tochterrepublik existiert bis 1803.

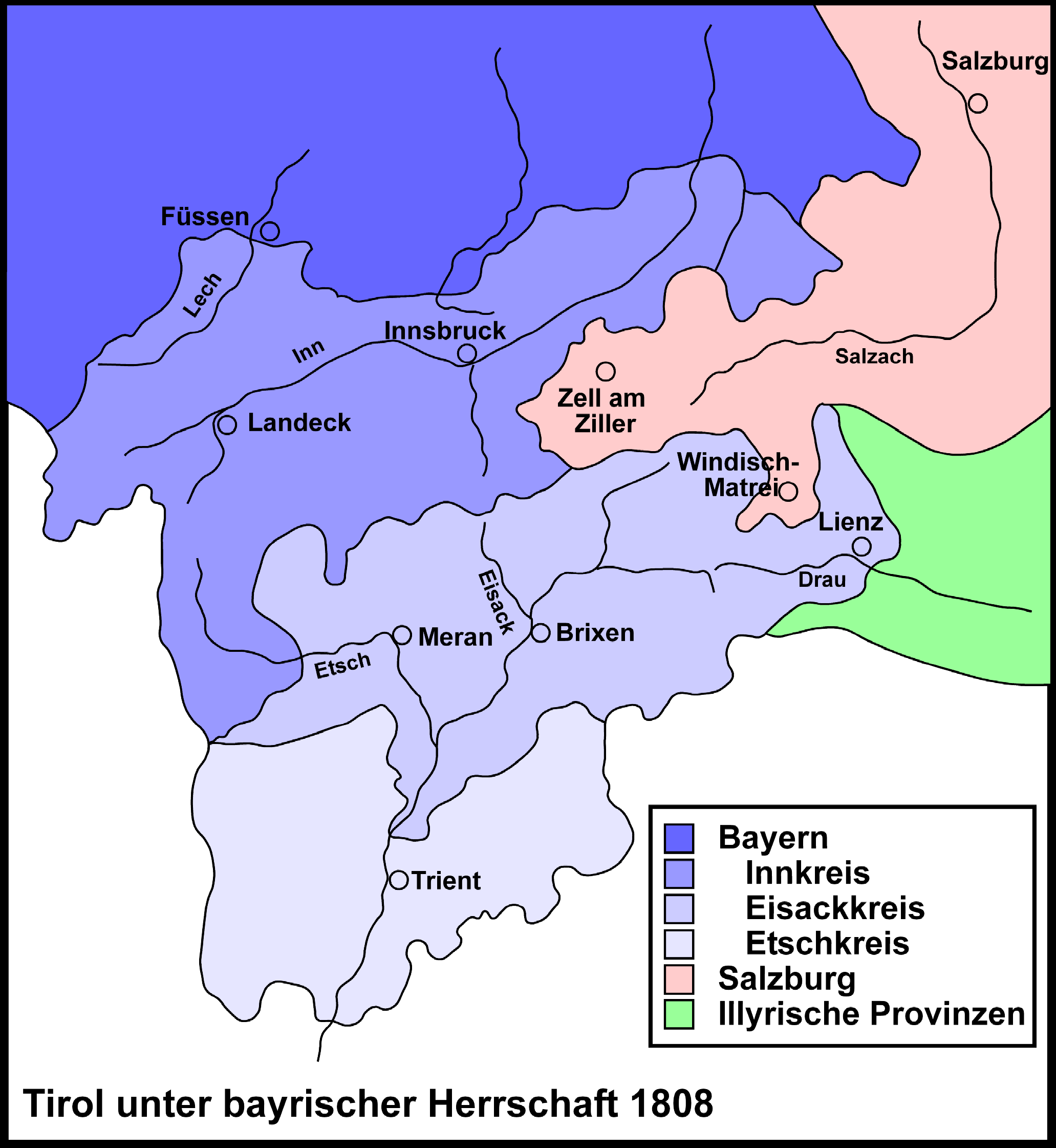
1809: Tirol unter bayerischer Herrschaft

- 1809: In der ersten Schlacht am Bergisel besiegen die aufständischen Tiroler Bauern unter Andreas Hofer die bayerische Besatzungsmacht und ziehen in Innsbruck ein.
- 1814: Mit seiner Unterzeichnung des Vertrages, der ihm am Vortag überreicht worden ist, dankt Napoleon Bonaparte auf Druck der Alliierten (das erste Mal) bedingungslos ab.
- 1848: Der Heckeraufstand zur Durchsetzung der Ziele der Märzrevolution im Großherzogtum Baden beginnt mit einer von Friedrich Hecker und Gustav Struve initiierten Volksversammlung im Stadthaus von Konstanz. Die Radikaldemokraten treffen dabei beim Volk allerdings nicht auf die erhoffte Zustimmung für die Badische Revolution.

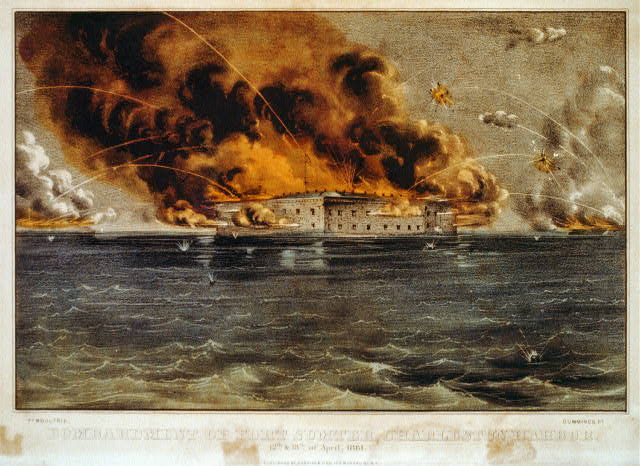
1861: Angriff auf Fort Sumter

- 1861: Mit dem Angriff auf Fort Sumter durch die Konföderationsarmee unter Pierre Gustave Toutant Beauregard beginnt die erste Schlacht des Amerikanischen Bürgerkriegs. Fort Sumter bei Charleston in South Carolina ist nach der Unabhängigkeitserklärung des Staates im Besitz der Union verblieben und befindet sich unter dem Befehl von Major Robert Anderson.
- 1862: Beim Andrews-Überfall kapern Soldaten der Nordstaaten einen Eisenbahnzug der Western and Atlantic Railroad, um die Verbindung zu der von der Unionsarmee belagerten Stadt Chattanooga in Tennessee zu unterbrechen. Die Aktion bildet 1926 das Sujet für Buster Keatons Film Der General.
- 1864: Im Anschluss an das Gefecht um Fort Pillow kommt es im amerikanischen Sezessionskrieg zu einem Massaker an kriegsgefangenen, zum größten Teil afroamerikanischen Soldaten der Nordstaaten durch Truppen der Südstaaten unter dem Kommando von Nathan Bedford Forrest, dem späteren Gründer des Ku-Klux-Klan.
- 1877: Das Vereinigte Königreich annektiert die Burenrepublik Transvaal. Dies führt zu massivem Widerstand durch die Buren, der drei Jahre später im ersten Burenkrieg eskaliert.
- 1893: Deutsche Soldaten unter dem Kommando von Curt von François erobern die Witbooi-Siedlung Hornkranz in Deutsch-Südwestafrika. Unter den Toten sind auch unbewaffnete Frauen und Männer.
- 1917: Im Verlauf der Schlacht bei Arras können alliierte Truppen nach dreitägigen Kämpfen den Höhenzug von Vimy einnehmen. Das Ereignis ist vor allem für die kanadische Erinnerungskultur an den Ersten Weltkrieg von Bedeutung.

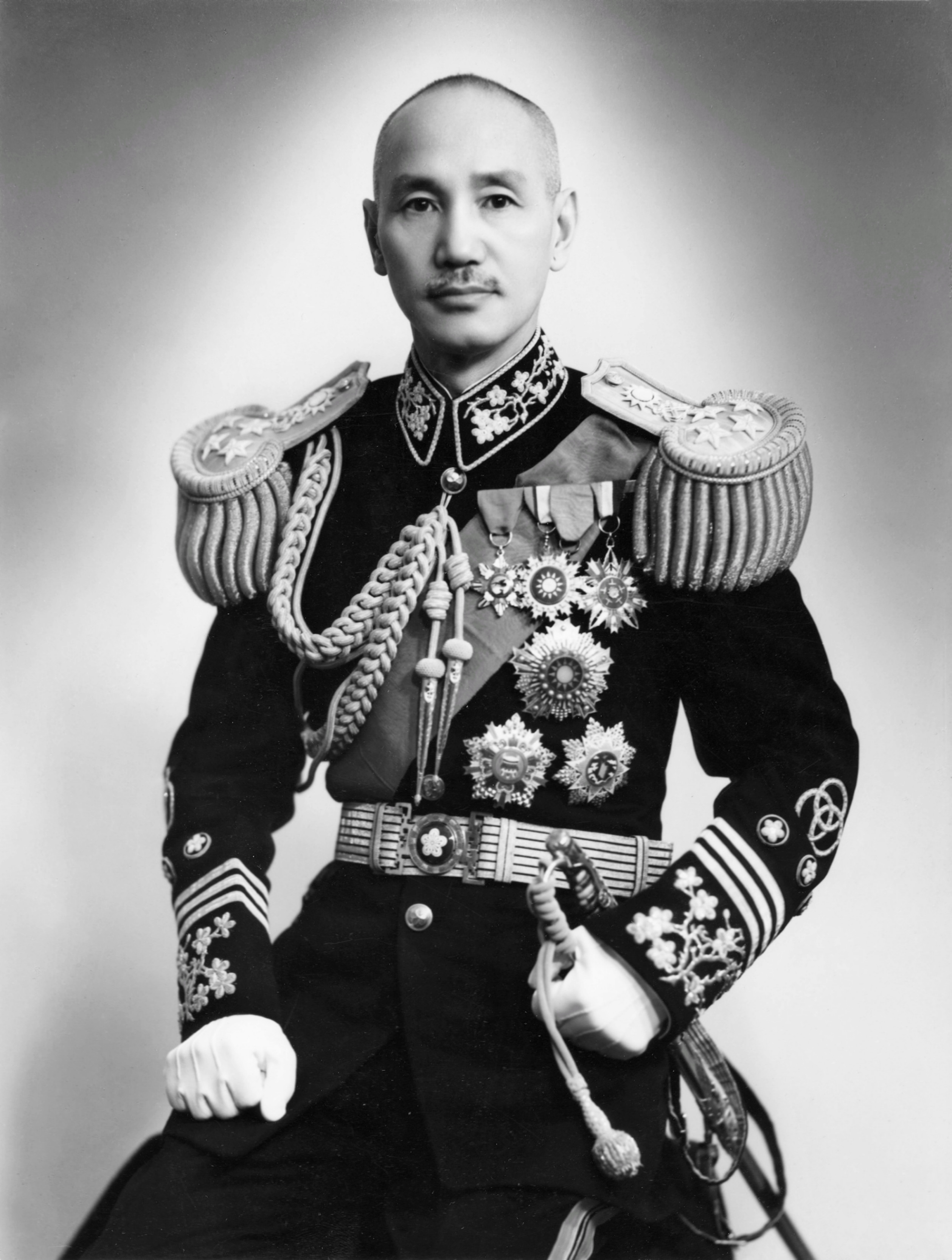
1927: Chiang Kai-shek

- 1927: Mit Billigung und Waffenhilfe von Chiang Kai-shek veranstalten Triaden unter der Führung von Du Yuesheng in Shanghai ein Massaker an Kommunisten und Arbeitern.
- 1933: Im KZ Dachau werden Rudolf Benario, Ernst Goldmann, Arthur Kahn und Erwin Kahn ermordet. Benario, Goldmann und Arthur Kahn sind die ersten jüdischen Opfer in einem deutschen Konzentrationslager.

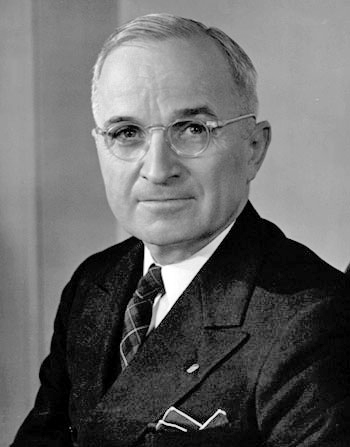
1945: Harry S. Truman

- 1945: Nach dem Tod Franklin D. Roosevelts wird Harry S. Truman als 33. US-Präsident vereidigt.
- 1946: Die letzten französischen Truppen verlassen das ehemalige Mandatsgebiet Syrien. Das Land ist bereits 1941 von Forces françaises libres offiziell in die Unabhängigkeit entlassen worden, dennoch hat Frankreich weiterhin de facto die Kontrolle behalten.
- 1957: 18 führende Atomwissenschaftler der Bundesrepublik Deutschland wenden sich in der Göttinger Erklärung gegen die atomare Bewaffnung der Bundesrepublik. Es handelt sich um die Professoren Fritz Bopp, Max Born, Rudolf Fleischmann, Walther Gerlach, Otto Hahn, Otto Haxel, Werner Heisenberg, Hans Kopfermann, Max von Laue, Heinz Maier-Leibnitz, Josef Mattauch, Fritz Paneth, Wolfgang Paul, Wolfgang Riezler, Fritz Straßmann, Wilhelm Walcher, Carl Friedrich von Weizsäcker und Karl Wirtz.
- 1968: Am Tag nach dem Mordanschlag auf Rudi Dutschke durch Josef Bachmann in Berlin kommt es zu schweren Ausschreitungen in mehreren deutschen Städten.
- 1980: Durch Ermordung des amtierenden Präsidenten William R. Tolbert jr. putscht sich Samuel K. Doe in Liberia an die Macht. Der aus dem Volk der Krahn stammende Doe beendet damit die fast 150-jährige Herrschaft der Ameriko-Liberianer im Land.

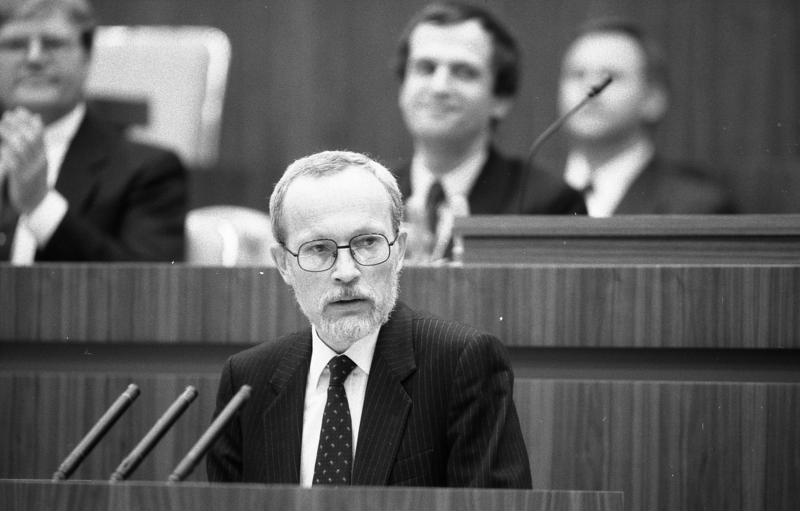
1990: Lothar de Maizére

- 1990: Der CDU-Politiker Lothar de Maizière wird nach dem Erfolg in der Volkskammerwahl 1990 zum ersten demokratisch legitimierten Ministerpräsident der DDR gewählt. Die Regierung de Maizière ist die letzte der DDR.
- 1993: Bosnienkrieg: Die NATO-Operation zur militärischen Durchsetzung der Flugverbotszone über Bosnien-Herzegowina beginnt.
- 2002: Bei einem Putsch gegen den venezolanischen Staatspräsidenten Hugo Chávez wird Pedro Carmona als Übergangspräsident eingesetzt, muss aber bereits nach 36 Stunden wieder zurücktreten.
- 2003: In einem Referendum in Ungarn stimmen 83,8 % der Abstimmenden für den geplanten EU-Beitritt. Die Wahlbeteiligung beträgt 45,6 %.

### Wirtschaft

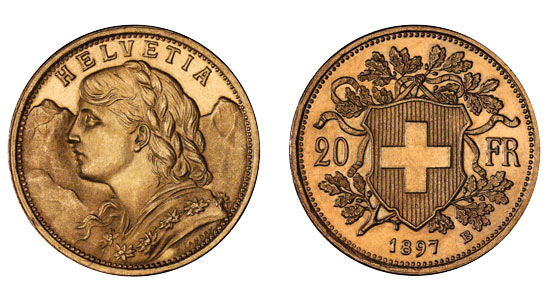
1897: Schweizer 20-Franken-Münze

- 1897: In der Schweiz wird die von Fritz Landry entworfene Goldmünze Vreneli als Nachfolgerin der Helvetia in Umlauf gebracht. Die Münze wird anfänglich stark kritisiert, entwickelt sich aber zur bekanntesten Goldmünze der Schweiz.
- 1922: Die Anglo-Tschechoslowakische Bank nimmt als Nachfolgerin der Anglo-Österreichischen Bank den Geschäftsbetrieb auf.
- 1984: Fast 20 Jahre nach Planungsbeginn wird am Flughafen Frankfurt Main die neue Startbahn West in Betrieb genommen. Wegen der nach wie vor massiven Proteste wird auf Eröffnungsfeierlichkeiten verzichtet.
- 1992: Als erster Walt-Disney-Vergnügungspark in Europa eröffnet Euro Disney Resort Paris in Marne-la-Vallée 30 Kilometer östlich von Paris.

### Wissenschaft und Technik

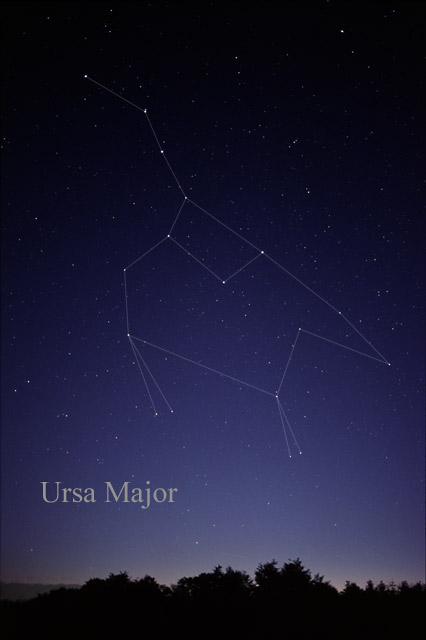
1789: Der Große Bär

- 1789: Der deutsch-britische Astronom Wilhelm Herschel entdeckt bei Himmelserforschungen im Sternbild Großer Bär die als NGC 3310, NGC 3718 und NGC 3729 katalogisierten Galaxien.
- 1817: Durch den Zusammenschluss der Universität Halle und der Universität Wittenberg entsteht in Halle an der Saale die Vereinigte Friedrichs-Universität Halle-Wittenberg. Die Übersiedlung der Universität Wittenberg war notwendig geworden, weil die sächsischen Gebiete um Wittenberg auf dem Wiener Kongress Preußen zugeschlagen worden waren.
- 1831: Der Einsturz der Broughton Suspension Bridge macht als erste Resonanzkatastrophe einer Hängebrücke die Schwingungsprobleme von Brücken deutlich.
- 1849: Der italienische Astronom Annibale De Gasparis sichtet als Erster Hygiea, den drittgrößten Asteroiden.
- 1928: Die Deutschen Hermann Köhl und Ehrenfried Günther Freiherr von Hünefeld und der Ire James Fitzmaurice starten mit ihrer Junkers W 33 Bremen vom irischen Baldonnel aus zum ersten Atlantikflug von Ost nach West.

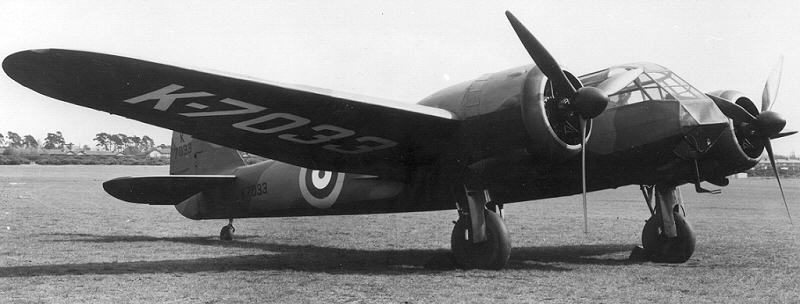
1935: Bristol Blenheim

- 1935: In Großbritannien startet der leichte zweimotorige Bomber Bristol Blenheim zu seinem Erstflug.

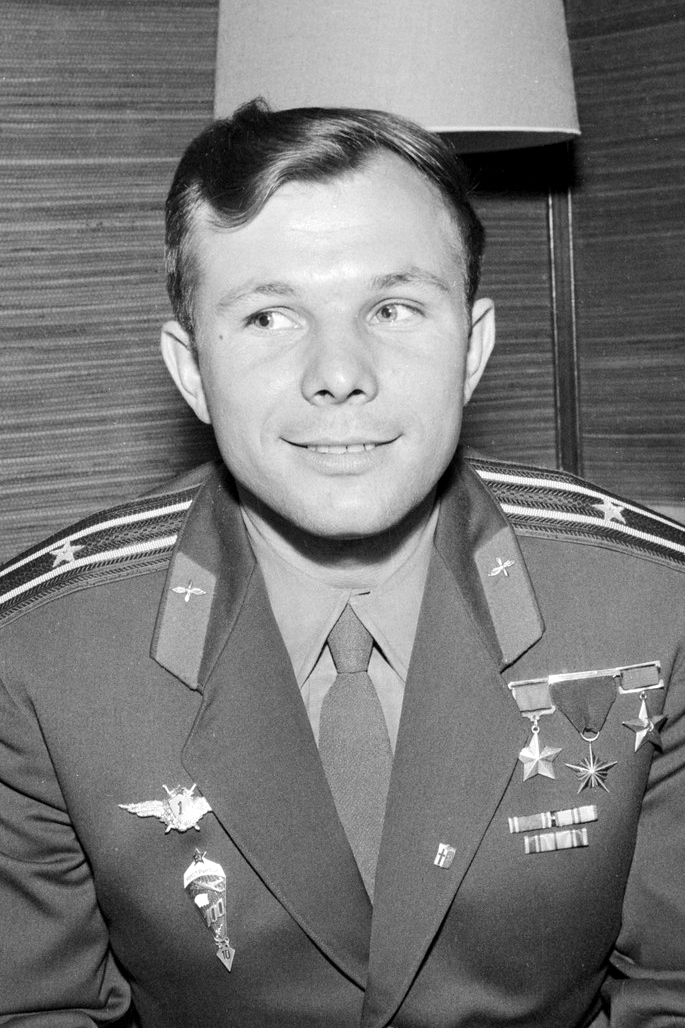
1961: Juri Gagarin

- 1961: Der sowjetische Kosmonaut Juri Gagarin fliegt von Baikonur aus an Bord von Wostok 1 als erster Mensch ins All. Damit beginnt die bemannte Raumfahrt, die der Sowjetunion beim Wettlauf ins All im Kalten Krieg einen Vorsprung einbringt. Nach einer Umrundung der Erde landet Gagarin noch am selben Tag wieder sicher auf der Erde.

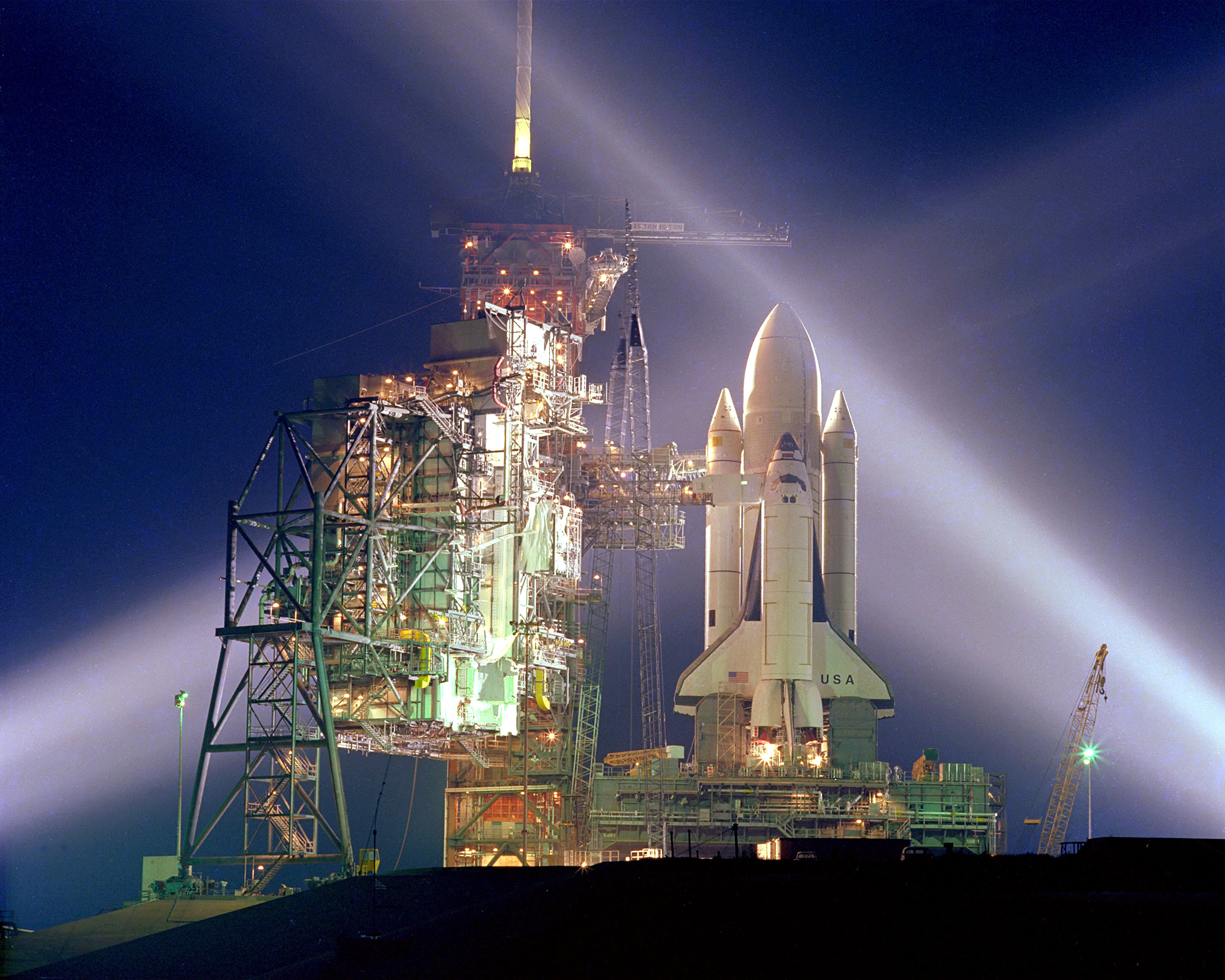
1981: Die Columbia an der Startrampe

- 1981: Mit der Mission STS-1 der Raumfähre Columbia startet erstmals ein wiederverwendbares Space Shuttle ins All. An Bord sind der Kommandant John Watts Young und der Pilot Robert Crippen. Der Raumflug dauert bis zum 14. April.
- 1985: Der leistungsfähigste Schwimmkran der Welt, die McDermott Derrick Barge No. 102 Thialf wird auf Kiel gelegt. Das Schiff ist als Halbtaucher konzipiert und kann daher seinen Tiefgang variieren.

### Kultur

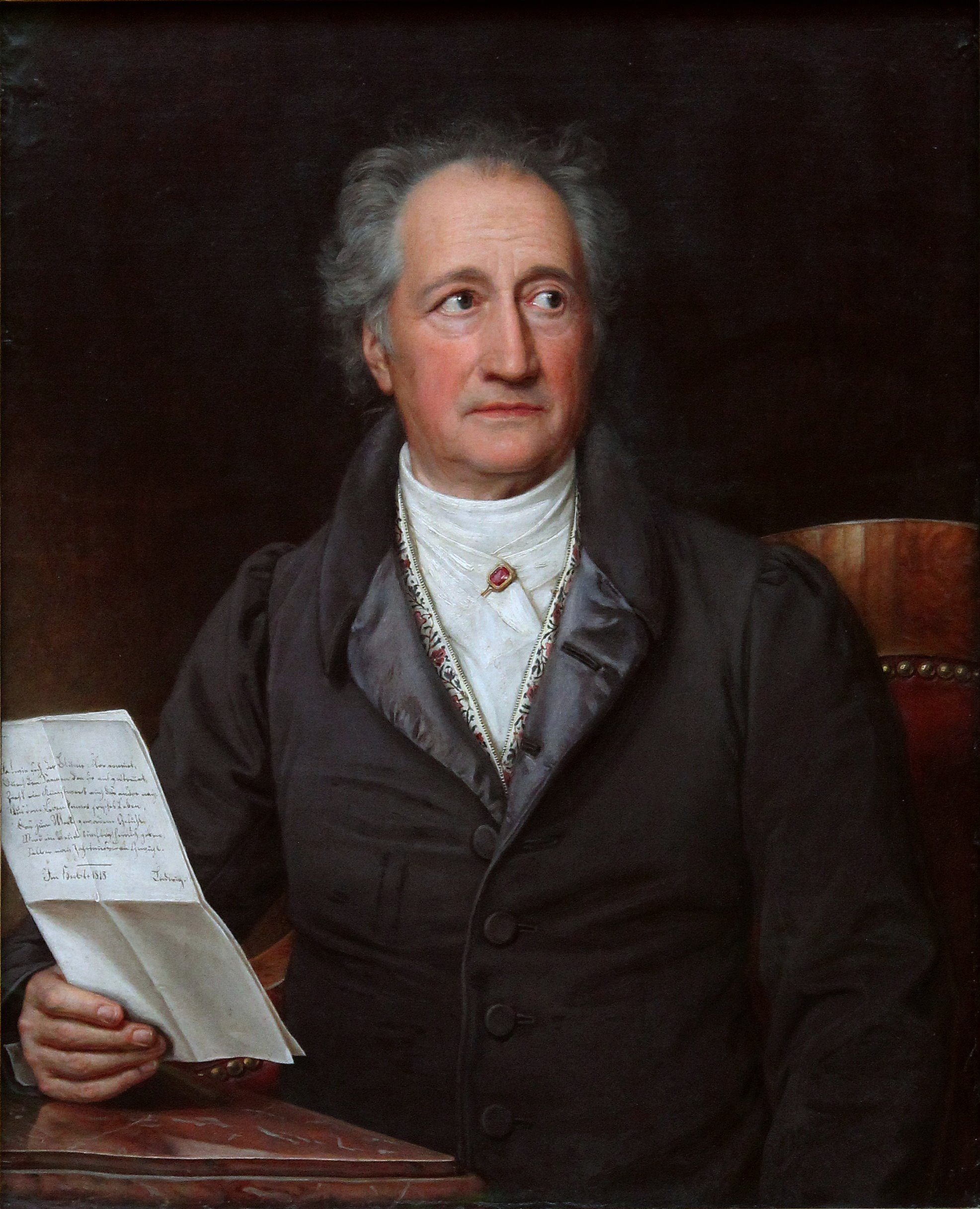
1774: Johann Wolfgang von Goethe

- 1774: Inszeniert von Heinrich Gottfried Koch wird am Berliner Comödienhaus das Sturm-und-Drang-Drama Götz von Berlichingen von Johann Wolfgang von Goethe uraufgeführt.
- 1784: Wolfgang Amadeus Mozart vollendet sein 17. Klavierkonzert in G-Dur, Köchelverzeichnis 453.
- 1826: Im Londoner Covent Garden findet unter der Leitung des Komponisten die Uraufführung von Carl Maria von Webers Oper Oberon mit dem Libretto von James Planché nach dem romantischen Heldenmärchen von Christoph Martin Wieland statt. Es ist die letzte Oper Webers, der wenige Wochen nach der Uraufführung an Tuberkulose verstirbt.

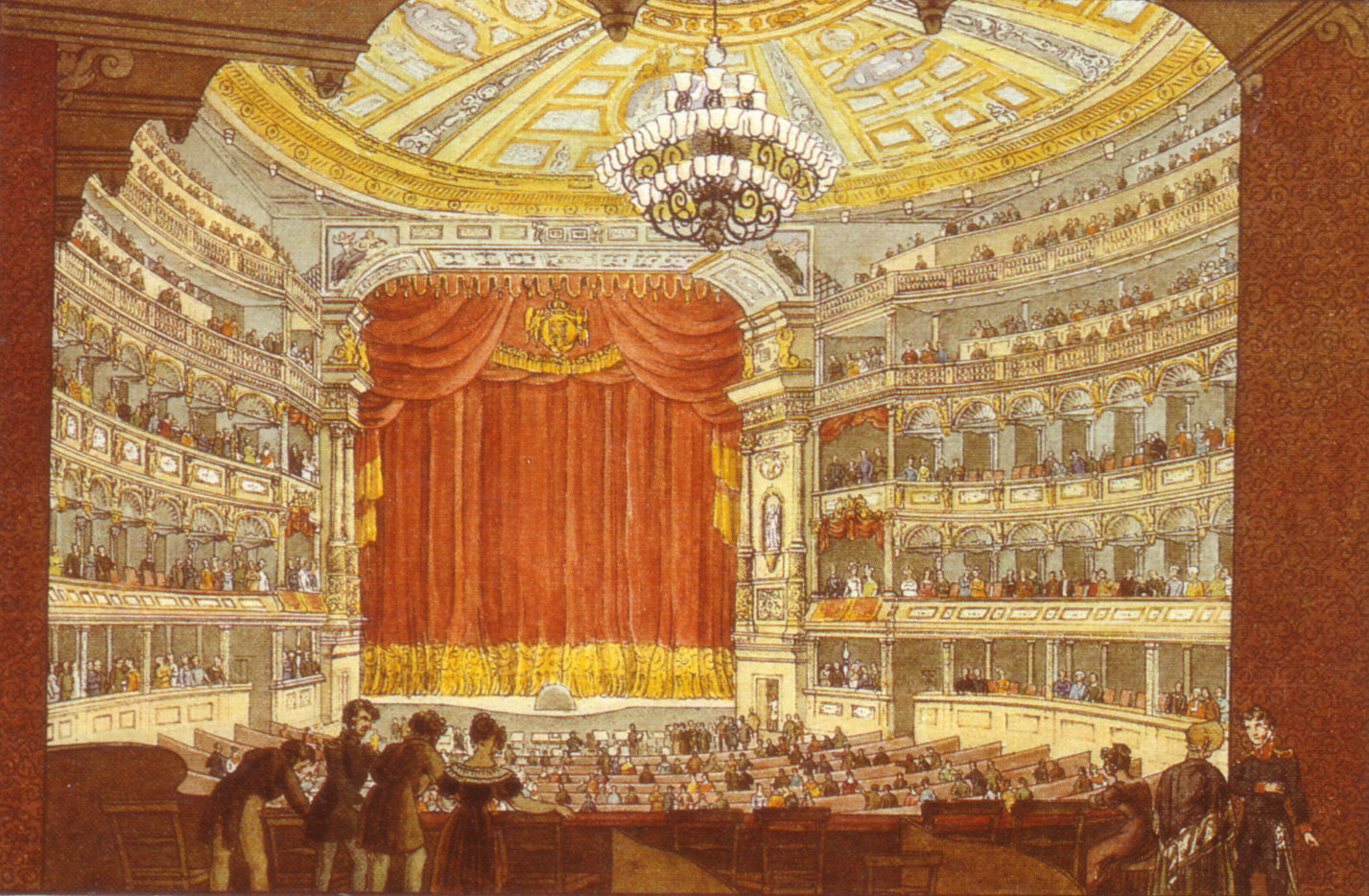
1841: Innenansicht des Hoftheaters

- 1841: Nach nur dreijähriger Bauzeit wird das von Gottfried Semper errichtete Hoftheater in Dresden eingeweiht. Carl Maria von Webers Jubel-Ouvertüre und Goethes Torquato Tasso kommen dabei zur Aufführung.
- 1867: Im Pariser Théâtre des Variétés erfolgt die Uraufführung von Jacques Offenbachs opera-bouffe Die Großherzogin von Gerolstein mit Hortense Schneider in der Titelrolle. Das Libretto der Operette stammt von Henri Meilhac und Ludovic Halévy.
- 1893: Das Pariser Olympia eröffnet seinen großen Konzertsaal unter dem Namen Montagnes Russes. Die Music Hall wird von den großen Künstlern der Zeit und auch für andere Veranstaltungen genutzt.

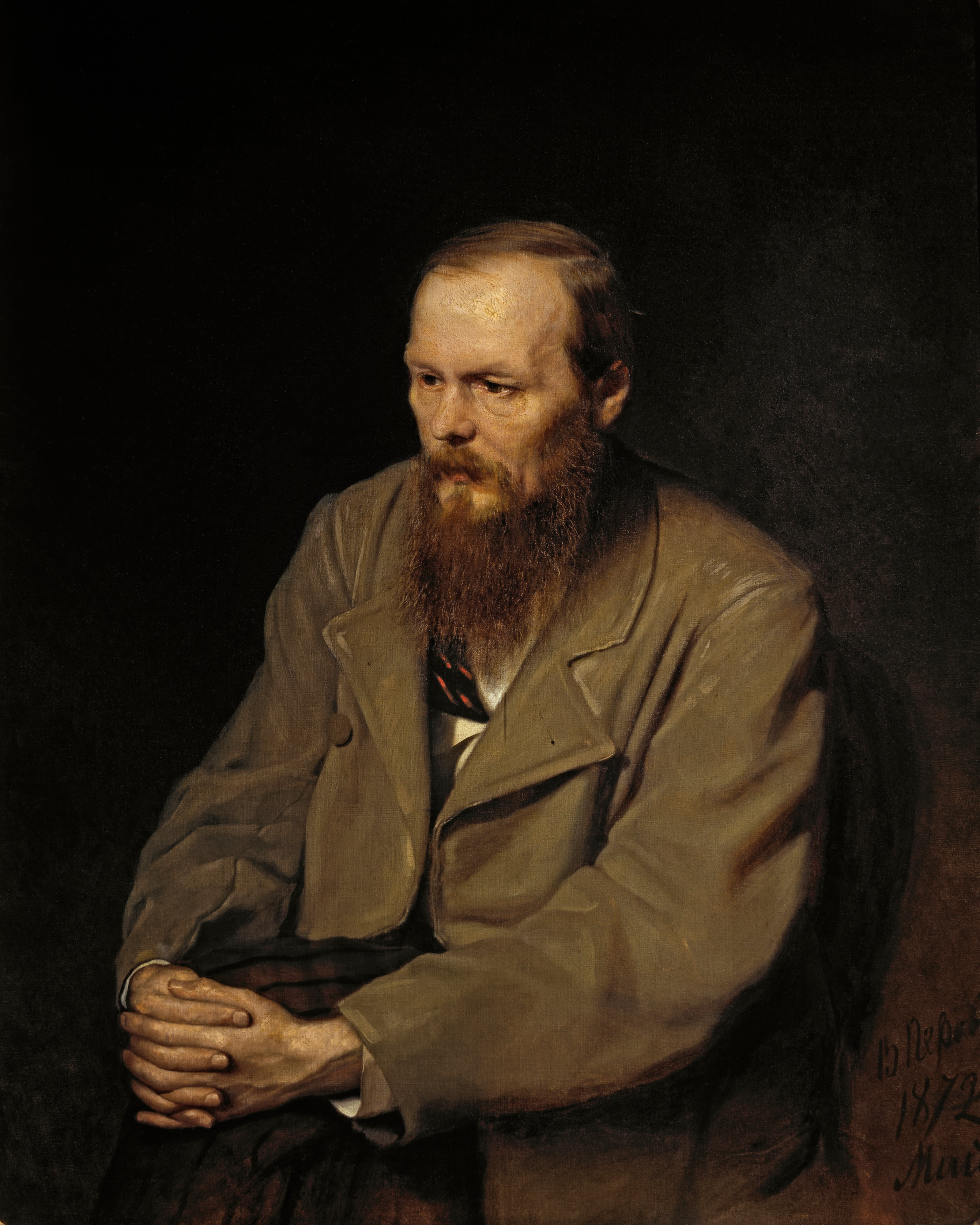
1930: Fjodor Dostojewski

- 1930: Die Oper Z Mrtvého Domu (Aus einem Totenhaus) von Leoš Janáček wird in Brünn uraufgeführt. Es handelt sich dabei um eine Bearbeitung der Erzählung Aufzeichnungen aus einem Totenhaus von Fjodor Dostojewski.
- 1950: An den Städtischen Bühnen Frankfurt am Main wird das Musikalische Lustspiel Der Mann mit dem Zylinder von Just Scheu und Ernst Nebhut uraufgeführt.
- 1954: Nach seinem Wechsel zu Decca Records nimmt Bill Haley in New York das Lied Rock Around the Clock auf und verhilft damit kurz danach dem Rock ’n’ Roll zum Durchbruch.
- 1978: Die Oper Le Grand Macabre von György Ligeti nach einem Stück von Michel de Ghelderode wird an der Königlichen Oper in Stockholm uraufgeführt.
- 1988: Das Film-Monumentalwerk Der letzte Kaiser von Bernardo Bertolucci über ein chinesisches Herrscherschicksal erhält bei der Oscarverleihung neun Oscars, unter anderem in den Kategorien Bester Film und Beste Regie.
- 1989: Am Staatsschauspiel Dresden wird die DDR-Version der Artussage von Christoph Hein, Die Ritter der Tafelrunde, uraufgeführt. Das Stück mit seinen deutlichen Bezügen zur aktuellen Situation in der DDR wird zu einem Publikumserfolg.
- 2018: Das Markgräfliche Opernhaus in Bayreuth wird nach einer sechsjährigen Sanierungsphase mit der Oper Artaserse von Johann Adolph Hasse wiedereröffnet, mit der auch die Bayreuther Aufführungsgeschichte 1748 begann.

### Gesellschaft
- 1385: Bei der Doppelhochzeit von Cambrai heiratet Johann Ohnefurcht Margarete von Straubing-Holland und seine Schwester Margaretha deren Bruder Wilhelm II. Unter den über 20.000 geladenen Gästen ist auch der französische König Karl VI. Die Feierlichkeiten zu dem Großereignis dauern acht Tage lang.
- 1474: Barbara Gonzaga, Tochter des Markgrafen Luigi III. aus dem Geschlecht der Gonzaga, heiratet in Mantua Eberhard V., Graf von Württemberg, und folgt ihm anschließend auf Schloss Urach.
- 1980: Der unterschenkelamputierte Sportler Terry Fox beginnt in Neufundland seinen Marathon of Hope, bei dem er Gelder für die Krebsforschung sammeln will. Er muss allerdings den Lauf von der kanadischen Atlantik- zur Pazifikküste nach 5373 gelaufenen Kilometern abbrechen.

### Religion

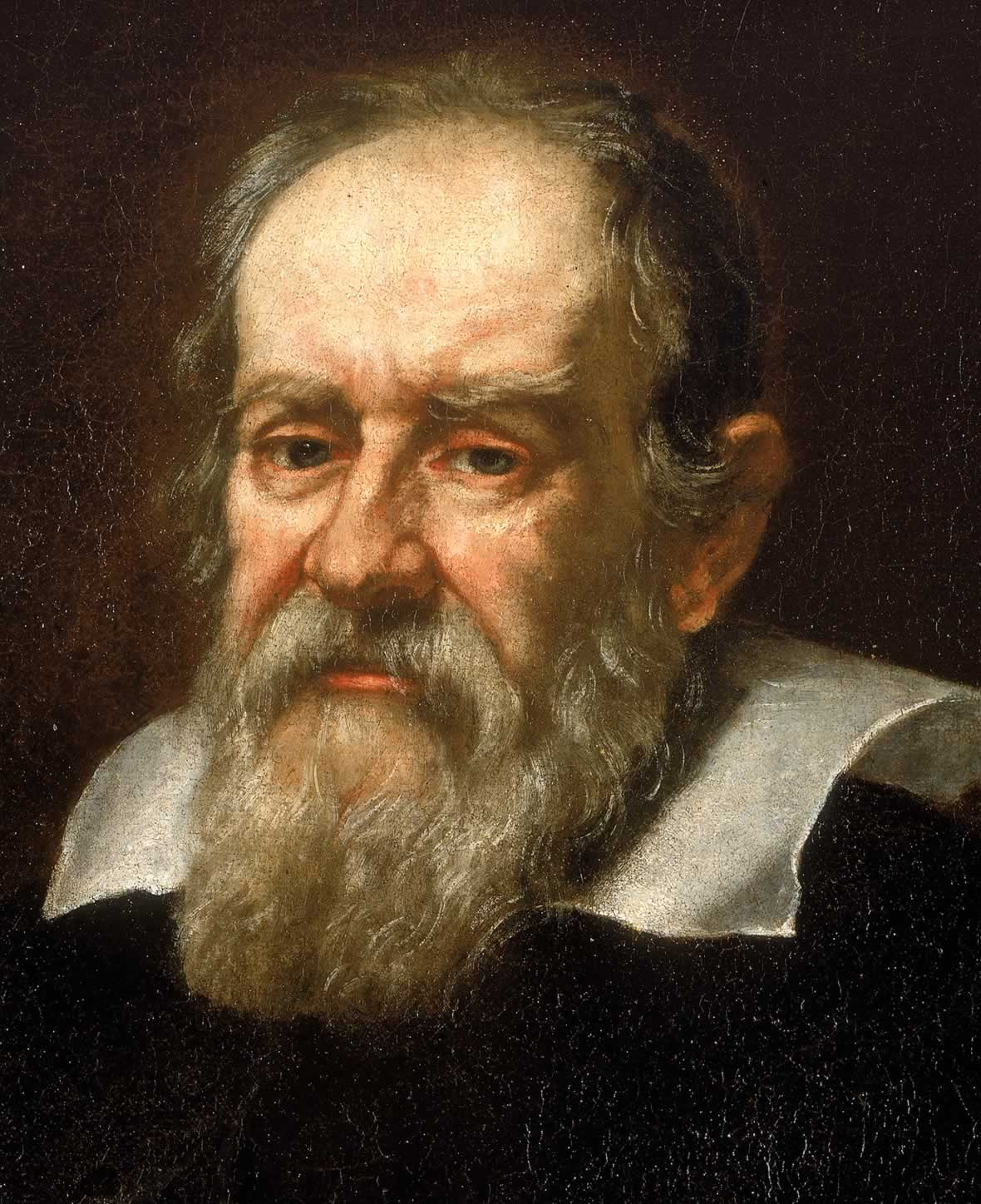
1633: Galileo Galilei

- 1633: Die Inquisition beginnt in Rom die förmliche Befragung Galileo Galileis wegen dessen Lehre des heliozentrischen Weltbildes. Er muss dafür 22 Tage in die Räumlichkeiten der Inquisition übersiedeln.
- 1937: Der ökumenische Patriarch von Konstantinopel, Benjamin I., verleiht der orthodoxen Kirche Albaniens die Autokephalie. Sie kann damit ihren eigenen Metropoliten wählen.

### Katastrophen
- 1665: Margaret Porteous ist der erste registrierte Pest-Todesfall der Großen Pest von London, die bis zum Großen Brand 1666 in London und Umgebung wüten und rund 100.000 Todesopfer fordern wird.
- 1970: Nach zwei Bränden, bei denen 30 Seeleute ums Leben gekommen sind, sinkt das sowjetische Atom-U-Boot K-8 mit den verbliebenen 22 Besatzungsmitgliedern in der Biskaya.

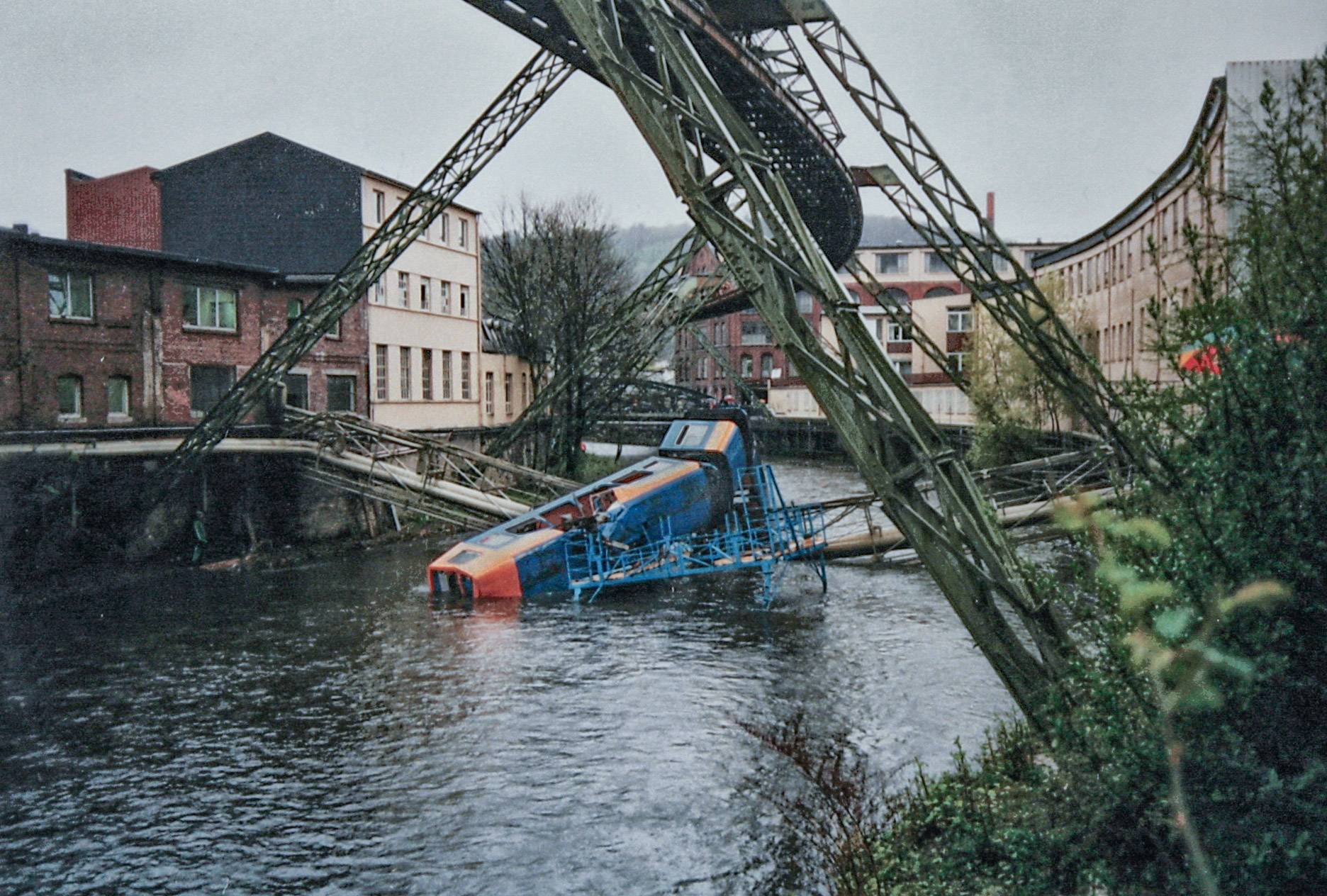
1999: Die Unfallstelle in Wuppertal

- 1999: In der Nähe des Robert-Daum-Platzes im Wuppertaler Stadtteil Elberfeld ereignet sich der schwerste Unfall der Wuppertaler Schwebebahn, der 5 Tote und 47 Verletzte fordert.

Kleinere Unglücksfälle sind in den Unterartikeln von Katastrophe und in der Liste von Katastrophen aufgeführt.

### Natur und Umwelt

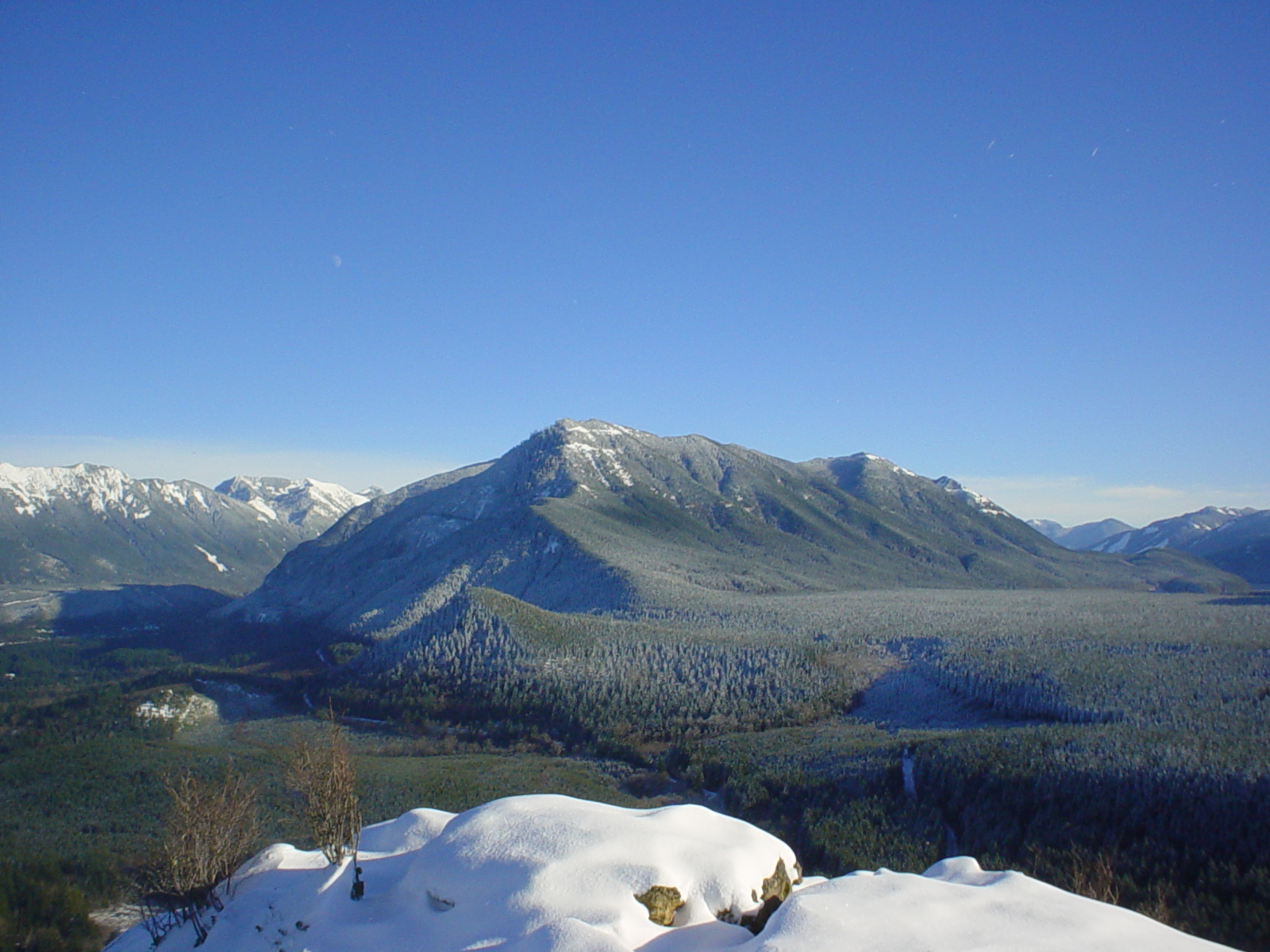
1934: Mount Washington

- 1934: Die zweithöchste – außerhalb von Tornados – auf unserem Planeten je gemessene Windgeschwindigkeit in Bodennähe wird auf dem Mount Washington in New Hampshire mit 372 km/h registriert.
- 1934: Mit der Aussetzung zweier Waschbärpaare am hessischen Edersee beginnt die Ausbreitung der Tiere in Mitteleuropa.

### Sport
- 1896: In Hannover wird der Hannoversche Fußball-Club von 1896 gegründet, wo allerdings trotz des Namens erst nur Rugby gespielt wird. Erst 1899 wendet sich der Verein tatsächlich dem Fußball zu.
- 1953: Der Fußballverein SG Volkspolizei Dresden wird in SG Dynamo Dresden umbenannt und in die Sportvereinigung Dynamo, die Sport-Organisation der inneren Sicherheitsorgane in der DDR, eingegliedert.

Einträge von Leichtathletik-Weltrekorden befinden sich unter der jeweiligen Disziplin unter Leichtathletik.

## Geboren

### Vor dem 18. Jahrhundert
- 0811: Muhammad al-Dschawād, neunter Imam nach dem Glauben der Zwölferschiiten (Imamiten) und somit ein direkter Nachfahre des Propheten Mohammed
- 0959: En’yū, 64. Kaiser von Japan
- 1116: Rikissa, polnische Prinzessin
- 1432: Anna, Herzogin von Sachsen, Landgräfin von Thüringen und Herzogin von Luxemburg
- 1481: Hieronymus Schurff, deutscher Jurist
- 1484: Antonio da Sangallo der Jüngere, italienischer Architekt und Festungsbauer

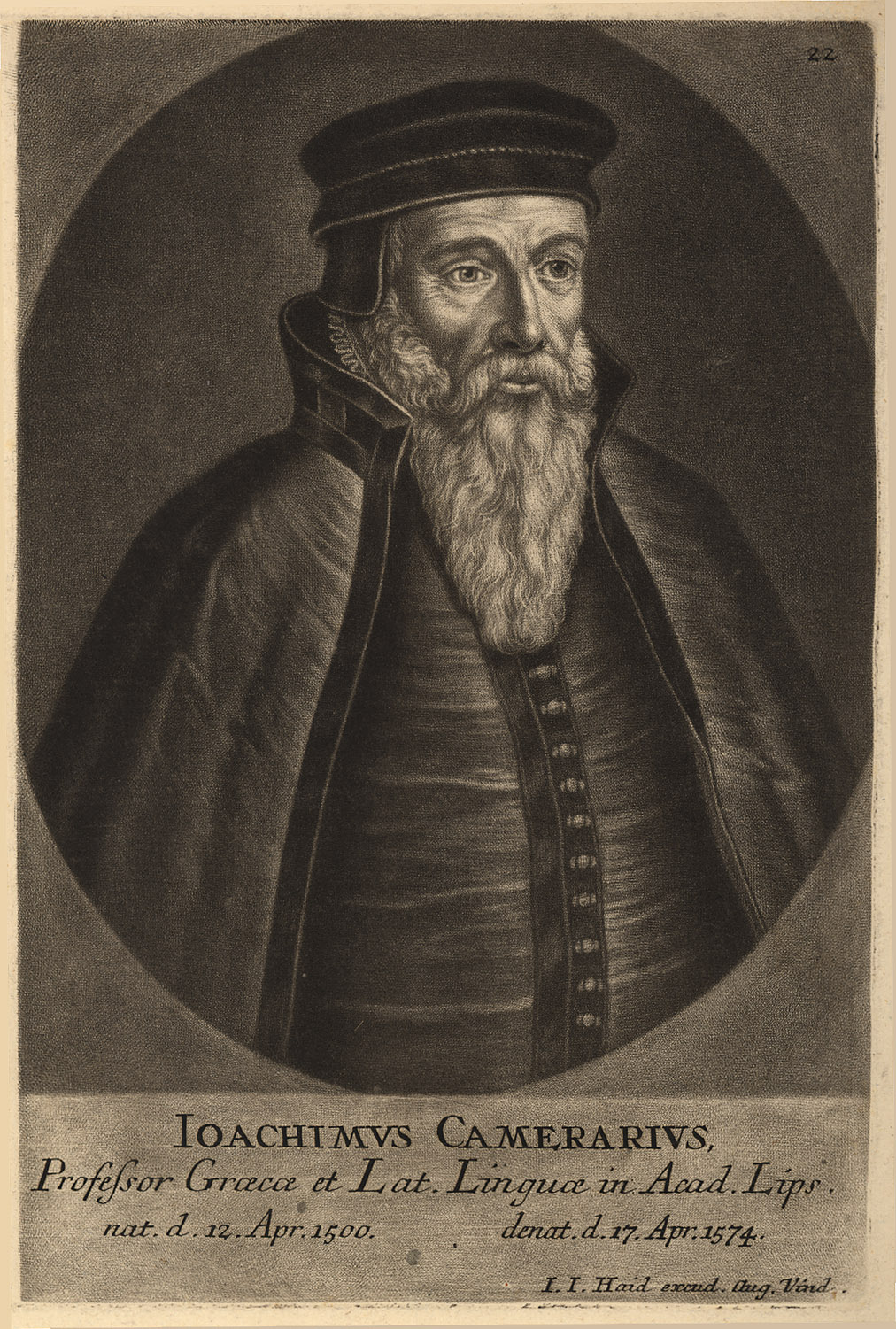
Joachim Camerarius der Ältere (* 1500)

- 1500: Joachim Camerarius der Ältere, deutscher Humanist, Universalgelehrter und Dichter
- 1504: Alessandro Campeggi, italienischer Kardinal
- 1526: Marcus Antonius Muretus, französischer Humanist
- 1530: Heinrich Moller, deutscher evangelischer Theologe
- 1550: Edward de Vere, 17. Earl of Oxford, englischer Adeliger, Lord Great Chamberlain am Hofe Elisabeths I., möglicher Urheber von Shakespeares Werken
- 1570: Giovanni Tiepolo, Patriarch von Venedig
- 1577: Christian IV., König von Dänemark und Norwegen
- 1579: François de Bassompierre, französischer Diplomat und Marschall von Frankreich
- 1599: Matthias Pasor, deutscher Theologe, Mathematiker und Linguist
- 1624: Karl Amadeus von Savoyen, Herzog von Nemours und Pair von Frankreich
- 1627: Christoph Arnold, deutscher Theologe, Kirchenlieddichter und Dichter
- 1647: Gregorio De Ferrari, italienischer Maler und Freskant
- 1666: Pierre Le Gros der Jüngere, französischer Bildhauer in Rom
- 1670: Gustav Samuel Leopold, letzter Herzog von Pfalz-Zweibrücken-Kleeburg und Pfalz-Zweibrücken
- 1678: Michael Kulenkamp, deutscher Jurist
- 1697: Anton Pichler, deutscher Gemmenschneider

### 18. Jahrhundert
- 1710: Caffarelli, italienischer Opernsänger (Sopran)
- 1713: Guillaume Thomas François Raynal, französischer Schriftsteller
- 1717: Maximilian von Fürst und Kupferberg, königlich preußischer Großkanzler
- 1722: Pietro Nardini, italienischer Komponist und Geiger
- 1723: Franz Anton Bustelli, Schweizer Bildhauer und Modellierer
- 1724: Lyman Hall, US-amerikanischer Politiker, Mitglied des Kontinentalkongresses, Gouverneur von Georgia, einer der Gründerväter der USA
- 1729: Georg Thomas von Asch, russischer Stadtphysikus, Arzt und Generalfeldmarschall
- 1748: Antoine-Laurent de Jussieu, französischer Botaniker
- 1752: Heinrich XLIII., Paragiatsherr von Reuß-Köstritz
- 1752: Johann Alois Schneider, deutscher Geistlicher, Apostolischer Vikar in den Sächsischen Erblanden, Bischof
- 1758: Wassili Wassiljewitsch Engelhardt, deutschbaltisch-russischer Offizier und Staatsmann
- 1760: Franz Bühler, deutscher Benediktinermönch, Musiker und Komponist
- 1760: Jean-François Thomas de Thomon, französisch-russischer Architekt
- 1768: Christopher G. Champlin, US-amerikanischer Politiker, Mitglied des Repräsentantenhauses, Senator
- 1768: Carel Anton Fodor, niederländischer Komponist, Pianist und Dirigent
- 1769: Antoine-Frédéric Larguier des Bancels, französischer Kaufmann, Reeder und Sklavenhändler
- 1777: Henry Clay, US-amerikanischer Politiker, Senator, Mitglied des Repräsentantenhauses, Außenminister
- 1782: Christian Friedrich Spittler, Sekretär der Basler Christentumsgesellschaft
- 1787: Joseph Ignaz Ritter, deutscher katholischer Theologe und Kirchenhistoriker
- 1792: John Lambton, 1. Earl of Durham, britischer Staatsmann, Lordsiegelbewahrer, Generalgouverneur von Britisch-Nordamerika
- 1794: Germinal Pierre Dandelin, belgischer Mathematiker
- 1799: Henri Druey, Schweizer Rechtsanwalt, Philosoph und Politiker, Bundesrat, „Vater der Bundesverfassung“

### 19. Jahrhundert

#### 1801–1850
- 1801: Joseph Lanner, österreichischer Komponist und Violinist
- 1803: Johann Wilhelm Zinkeisen, deutscher Historiker

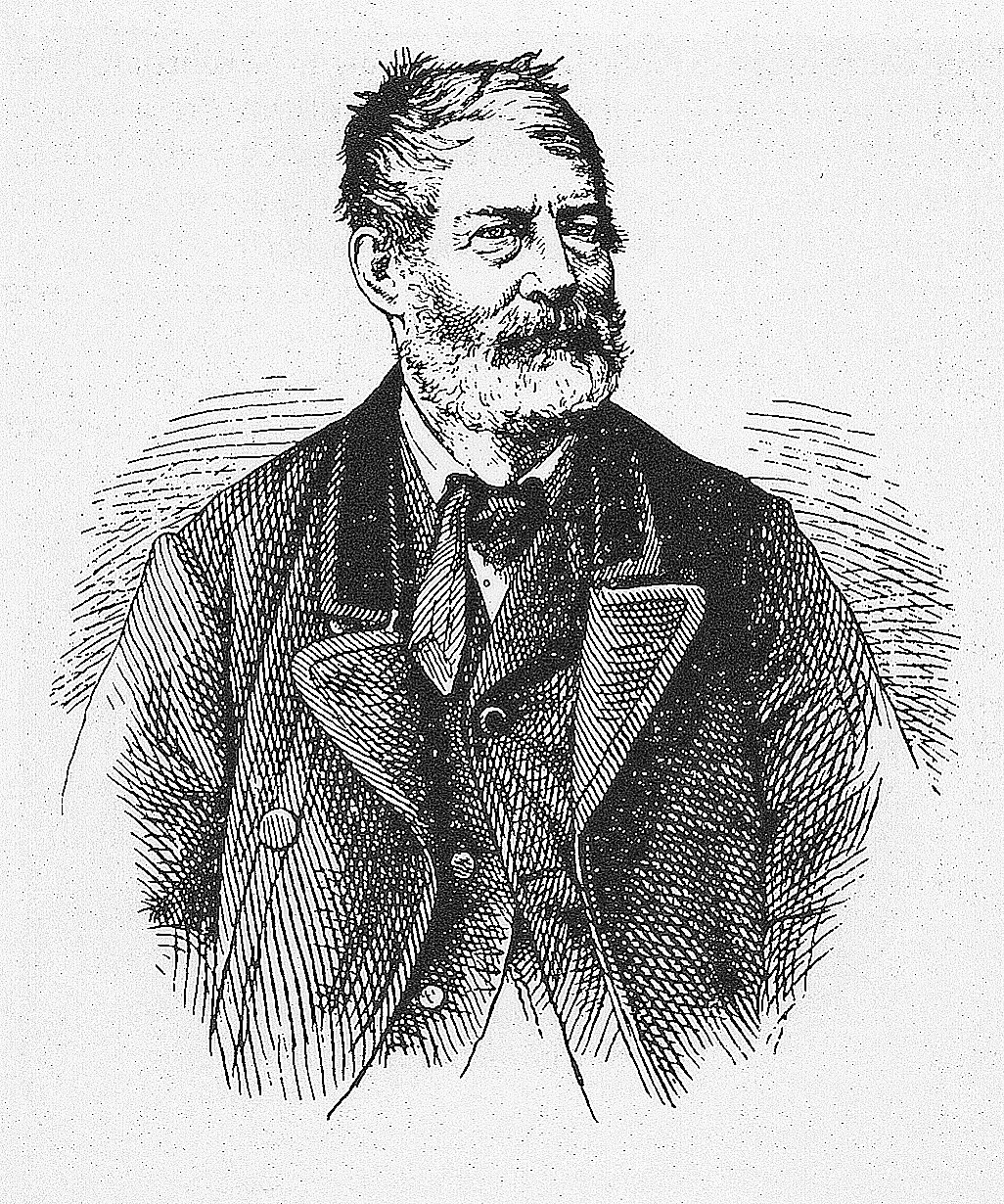
Anton Wilhelm von Zuccalmaglio (* 1803)

- 1803: Anton Wilhelm von Zuccalmaglio, deutscher Dichtermusiker
- 1805: Johannes Zeltner, deutscher Fabrikant und Unternehmer, Mitglied der Frankfurter Nationalversammlung
- 1810: Heinrich von Rustige, deutscher Maler
- 1812: Girolamo d’Andrea, italienischer Geistlicher, Apostolischer Nuntius, Kardinal
- 1812: Hermann Hunaeus, deutscher Architekt
- 1812: Alexander von Villers, österreichischer Schriftsteller und Diplomat
- 1812: Karl Ziegler, österreichischer Lyriker
- 1814: Anton Franz Besnard, deutscher Militärarzt, Naturforscher, Botaniker und Mineraloge
- 1814: Franz von Wertheim, österreichischer Industrieller
- 1815: Herman van der Wijck, niederländischer Kolonialbeamter, Gouverneur von Batavia
- 1821: Andreas Albert, deutscher Werksmeister und Unternehmer
- 1821: Samuel G. Arnold, US-amerikanischer Politiker, Senator
- 1823: Alexander Nikolajewitsch Ostrowski, russischer Dramatiker
- 1825: Ludwig Thiersch, deutscher Maler
- 1828: Charles Foster, US-amerikanischer Politiker, Mitglied des Repräsentantenhauses, Gouverneur von Ohio und US-Finanzminister
- 1829: Augustin Feyen-Perrin, französischer Maler

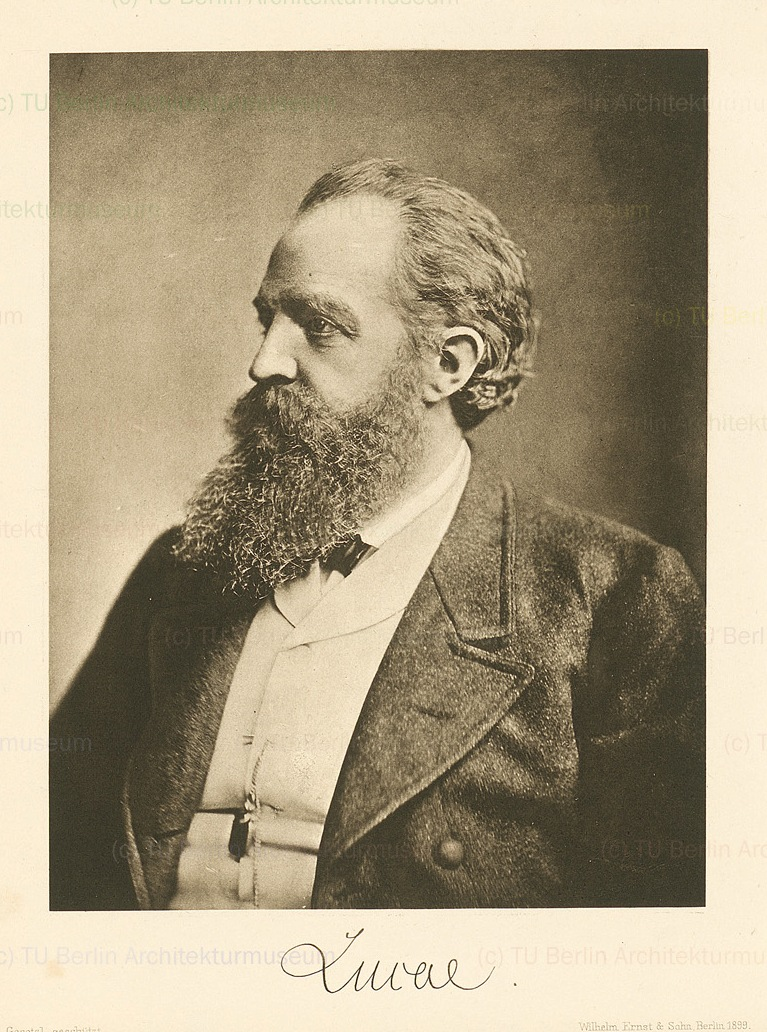
Richard Lucae (* 1829)

- 1829: Richard Lucae, deutscher Architekt, Direktor der Berliner Bauakademie
- 1830: Julius von Horst, österreichischer Generalmajor und Staatsmann, Reichsrat, Minister
- 1831: Constantin Meunier, belgischer Bildhauer und Maler
- 1831: George Burgwyn Anderson, General der Konföderierten Staaten von Amerika
- 1835: Isidoro Errázuriz, chilenischer Politiker und Diplomat, Minister, Botschafter in Brasilien
- 1838: Karl Julius Späth, deutscher Uhrmacher und Erfinder
- 1839: Nikolai Michailowitsch Prschewalski, russischer Forschungsreisender
- 1840: Edmond Audran, französischer Organist und Komponist
- 1844: Franz Kullak, deutscher Pianist und Komponist
- 1846: Georg Oeder, deutscher Landschaftsmaler
- 1849: Albert Heim, Schweizer Geologe

#### 1851–1900
- 1851: Paul Fraiße, deutscher Zoologe und Hochschullehrer

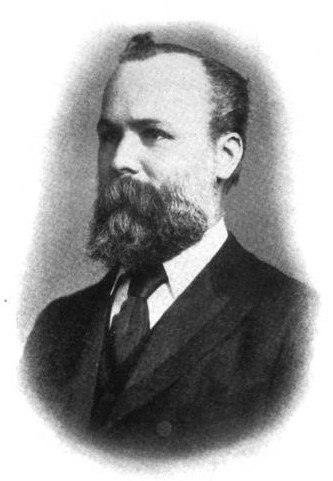
Edward Walter Maunder (* 1851)

- 1851: Edward Walter Maunder, englischer Astronom und Bibelforscher
- 1852: Agnes Sapper, deutsche Schriftstellerin
- 1852: Ferdinand von Lindemann, deutscher Mathematiker
- 1852: Eduard Schulze, deutscher Offizier und Reisender
- 1853: Wilhelm Augst, deutscher Politiker
- 1856: Ernst Maass, deutscher Altphilologe
- 1858: Alfred Agster, deutscher Politiker
- 1862: Jean-Baptiste Reboul, französischer Koch
- 1863: Elias Erkko, finnischer Schriftsteller
- 1863: Eberhard Savary, deutsch-baltischer Pastor und evangelischer Märtyrer
- 1864: Theodor Rehbock, deutscher Wasserbauingenieur und Professor in Karlsruhe
- 1866: Viktoria von Preußen, Tochter von Kaiserin Victoria und Kaiser Friedrich III.
- 1870: Jakob Koch, deutscher Ringer, Welt- und Europameister aus Neuss
- 1871: August Endell, deutscher Architekt des Jugendstils

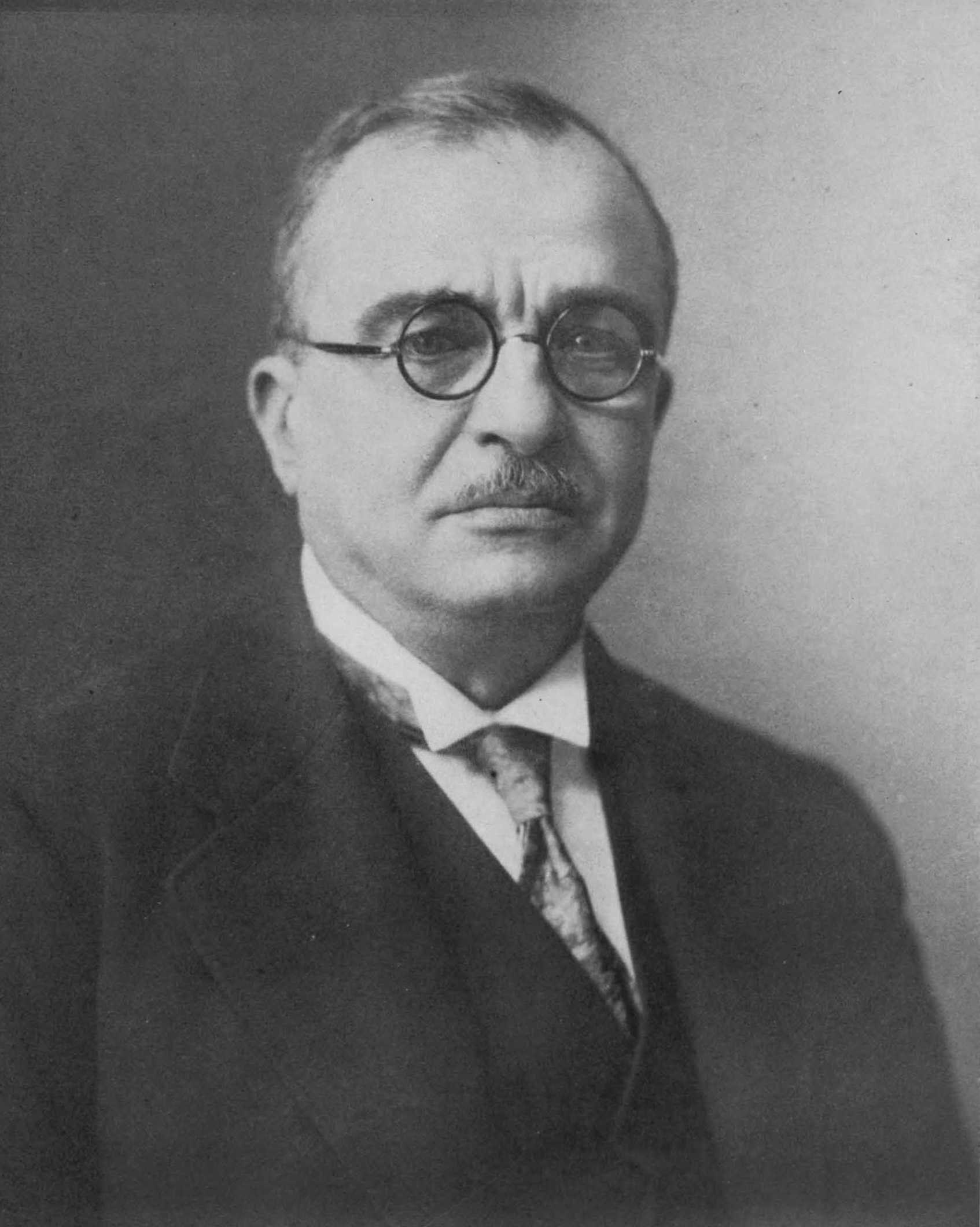
Ioannis Metaxas (* 1871)

- 1871: Ioannis Metaxas, General und Politiker in Griechenland
- 1872: Georges Urbain, französischer Chemiker
- 1872: Karl Otto Uhlig, Innenminister von Sachsen
- 1873: Hippolyte Dreyfus-Barney, französischer Bahai
- 1874: Otto Hauser, Schweizer Vorgeschichtsforscher
- 1874: William Henry Foulke, englischer Fußballspieler und -trainer
- 1875: Stanisław Adamski, polnischer Bischof von Kattowitz und Politiker
- 1875: Hugo Sinzheimer, deutscher Rechtswissenschaftler
- 1876: Carl Heinrich Becker, deutscher Orientalist, Hochschulreformer, Politiker, preußischer Kultusminister
- 1876: Eduard Götz, deutscher Malermeister, Dekorationsmaler und Kunstmaler
- 1878: Richard Goldschmidt, deutscher Biologe und Genetiker
- 1878: Robert Pracht, deutscher Schulmusiker und Komponist
- 1879: Fred H. Brown, US-amerikanischer Politiker
- 1879: Ernst Wandersleb, deutscher Ballonfahrer, Fotograf, Physiker
- 1880: Emmy Beckmann, deutsche Pädagogin
- 1881: Walther Adam, deutscher Industrieller und Kunstsammler
- 1881: Rudolf Ramek, österreichischer Jurist und Politiker

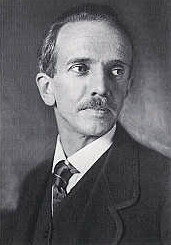
Otto Bartning (* 1883)

- 1883: Otto Bartning, deutscher Architekt und Architekturtheoretiker
- 1883: Francis Cadell, schottischer Maler
- 1883: Imogen Cunningham, US-amerikanische Fotografin
- 1884: Otto Fritz Meyerhof, deutsch-US-amerikanischer Biochemiker
- 1885: Ernst Beutler, deutscher Literaturhistoriker und Goethe-Forscher
- 1885: Fritz Schuler, deutscher Politiker, MdL, MdB
- 1885: Hermann Hoth, deutscher Offizier in der preußischen Armee
- 1885: Robert Delaunay, französischer Maler
- 1885: Julio Ortiz de Zárate, chilenischer Maler und Bildhauer
- 1886: Melchior Dürst, Schweizer Lehrer, Theatergründer, Regisseur und Bühnenautor
- 1886: Christian Lahusen, deutscher Komponist

Fritz Henßler (* 1886)

- 1886: Fritz Henßler, deutscher Buchdrucker und Politiker, MdR
- 1886: Paul Buchner, deutscher Zoologe und Cytologe
- 1887: Harold Lockwood, US-amerikanischer Schauspieler
- 1888: Dan Ahearn, US-amerikanischer Leichtathlet
- 1888: Carlos Julio Arosemena Tola, ecuadorianischer Bankier und Präsident
- 1888: Cecil Kimber, englischer Automobilkonstrukteur
- 1888: Heinrich Neuhaus, ukrainischer Pianist
- 1890: Claus Clauberg, deutscher Musiker, Musikpädagoge und Komponist
- 1891: Hans Rothfels, deutscher Historiker
- 1892: Johnny Dodds, US-amerikanischer Jazz-Klarinettist
- 1894: Otto Arnholz, deutscher Politiker, MdB
- 1895: Lucie Adelsberger, deutsche Medizinerin, Überlebende des Holocaust
- 1895: Giovanni Panico, italienischer Kardinal
- 1895: Robert Mulka, Adjutant des Kommandeurs im KZ Auschwitz, Kriegsverbrecher
- 1897: Karl Apel, deutscher Theologe
- 1897: Julio Cueva, kubanischer Trompeter und Komponist
- 1898: Rudolf Joho, Schweizer Theaterschaffender
- 1899: Qanysch Sätbajew, kasachischer Geologe
- 1900: Joe Lapchick, US-amerikanischer Basketballspieler und -trainer

- 1900: Franz Lippert, deutscher Politiker (CSU) und Staatssekretär

### 20. Jahrhundert

#### 1901–1925
- 1902: Louis Beel, niederländischer Politiker und Ministerpräsident
- 1903: Arthur Geiss, deutscher Motorradrennfahrer
- 1903: Rudolf Hotzenköcherle, Schweizer Sprachwissenschaftler

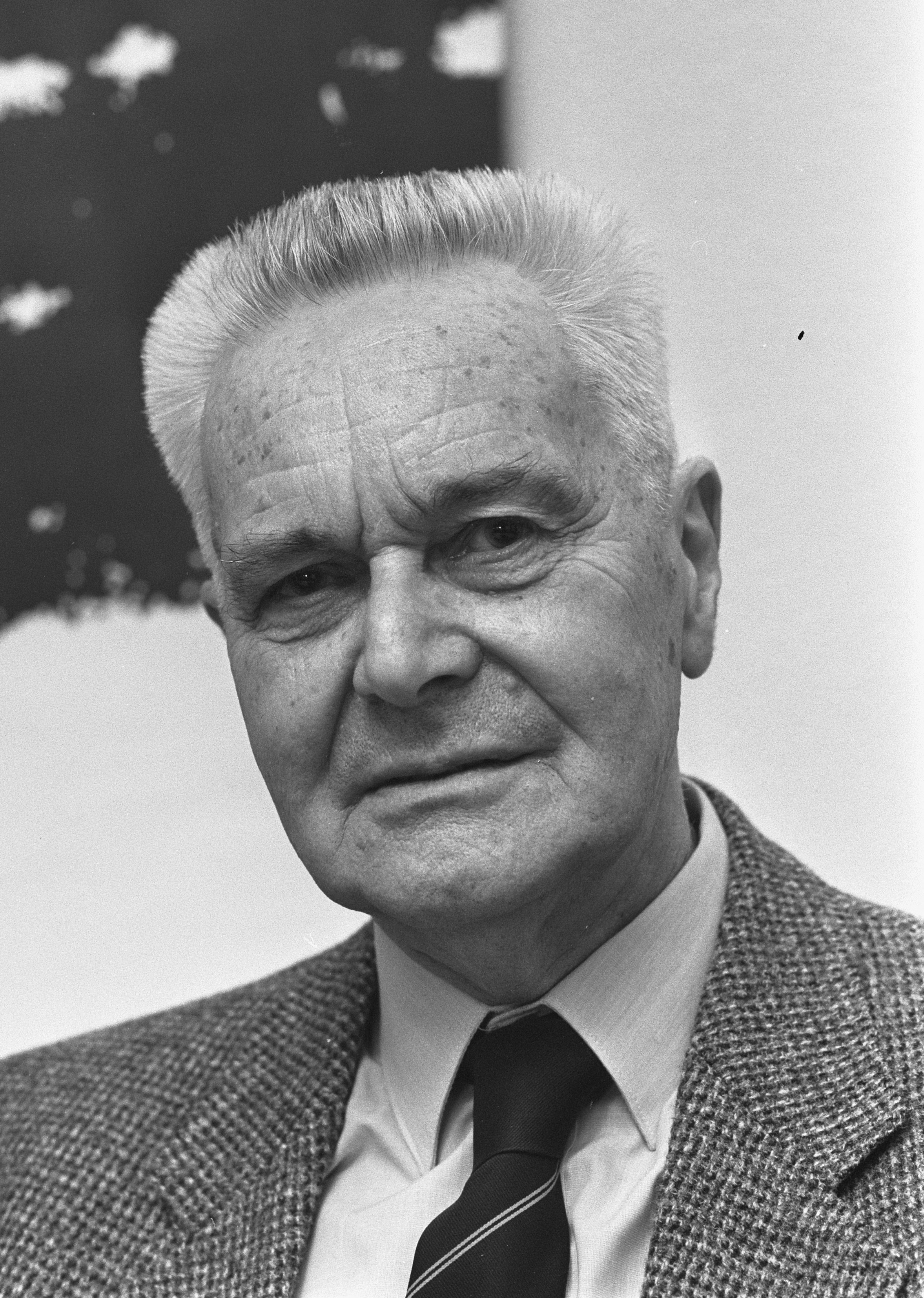
Jan Tinbergen (* 1903)

- 1903: Jan Tinbergen, niederländischer Mathematiker und Wirtschaftswissenschaftler
- 1904: Paul Dahlke, deutscher Schauspieler
- 1905: Günther Sewald, deutscher Politiker
- 1905: Karl Brunner, deutscher Politiker
- 1905: Léon Coulibeuf, französischer Autorennfahrer und Unternehmer
- 1906: Feliks Rączkowski, polnischer Organist, Komponist und Musikpädagoge
- 1907: Eugène Chaboud, französischer Formel-1- und Sportwagenrennfahrer
- 1907: Imogen Holst, britische Musikschriftstellerin, Komponistin und Dirigentin
- 1907: Joan Grant, britische Schriftstellerin
- 1907: François Lacour, französischer Autorennfahrer
- 1908: Virginia Cherrill, US-amerikanische Schauspielerin
- 1909: Franz Kapus, Schweizer Bobfahrer
- 1909: Walter Schmiele, deutscher Schriftsteller und Übersetzer
- 1909: Jean Trémoulet, französischer Autorennfahrer und Widerstandskämpfer
- 1910: Hugo von Wallis, deutscher Jurist
- 1912: Fritz Arlt, deutscher Funktionär
- 1912: Georges Franju, französischer Filmregisseur
- 1913: Keiko Fukuda, US-amerikanische Judoka japanischer Herkunft
- 1913: Fritz Fromm, deutscher Handballspieler
- 1914: Manja Behrens, deutsche Schauspielerin
- 1914: Gretel Bergmann, deutsche Leichtathletin
- 1915: Ernst Bornemann, deutscher Sexualforscher
- 1915: Kurt Früh, Schweizer Filmregisseur

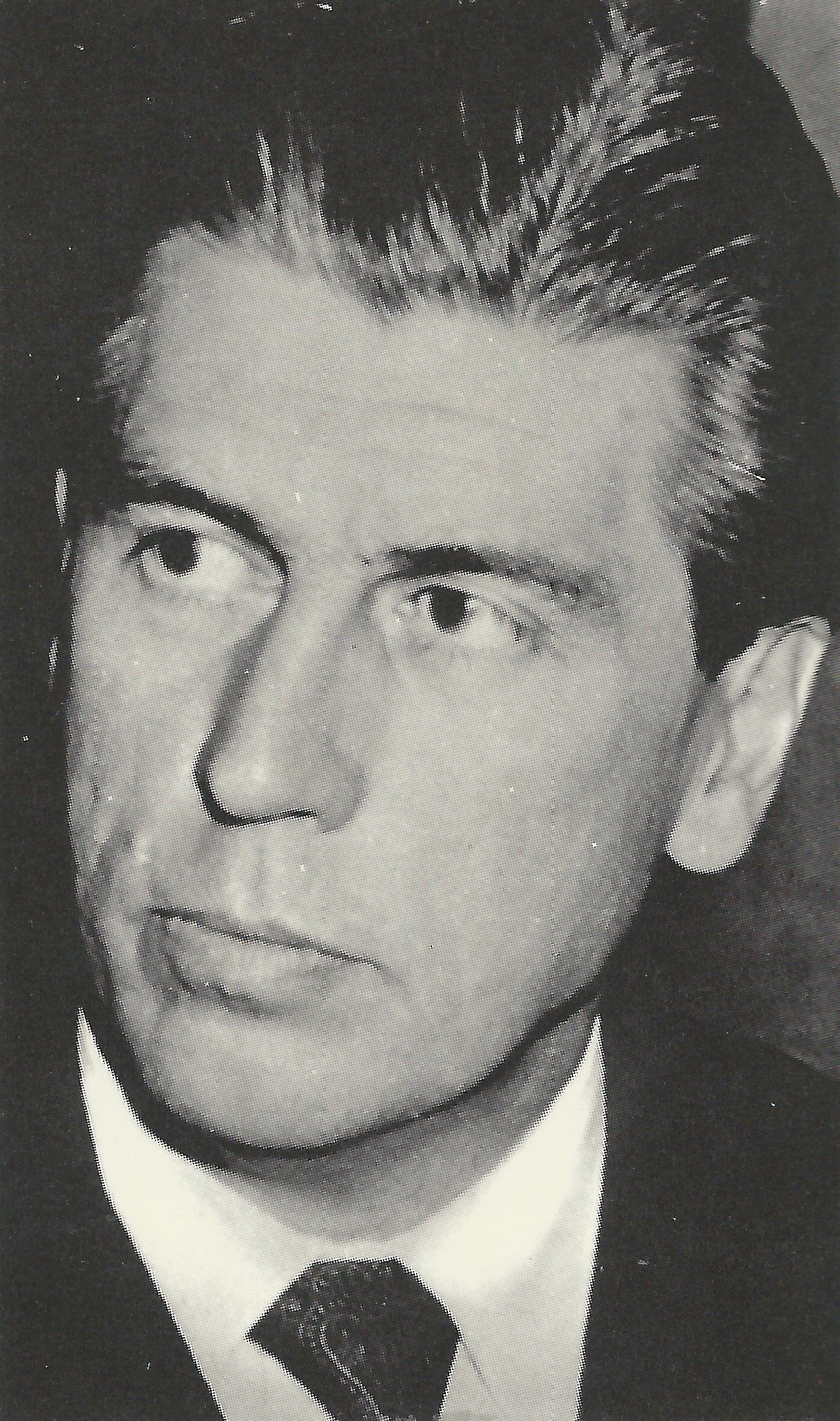
Lujo Tončić-Sorinj (* 1915)

- 1915: Lujo Tončić-Sorinj, österreichischer Außenminister und Diplomat
- 1915: Wolfhart Burdenski, deutscher Richter am Bundessozialgericht
- 1915: Hound Dog Taylor, US-amerikanischer Sänger, Pianist und Gitarrist
- 1916: Robert Austrian, US-amerikanischer Bakteriologe, Immunologe und Mediziner
- 1916: Russell Garcia, US-amerikanischer Komponist und Arrangeur
- 1916: Heinz Werner, deutscher Fußballspieler und -trainer
- 1917: Helen Forrest, US-amerikanische Sängerin
- 1917: Robert Manzon, französischer Formel-1-Rennfahrer
- 1918: Gustav Lübbe, deutscher Verleger
- 1919: Billy Vaughn, US-amerikanischer Bandleader
- 1920: Raymond Mhlaba, südafrikanischer Politiker und Bürgerrechtler
- 1920: Armin Mohler, Schweizer Publizist, Schriftsteller und Journalist
- 1921: Günter Gerhard Lange, deutscher Schriftentwerfer, Typograf und Lehrer
- 1921: Slim Dortch, US-amerikanischer Country- und Rockabilly-Musiker
- 1921: Shakey Jake Harris, US-amerikanischer Bluessänger
- 1922: Edwin Thomas Astley, britischer Filmkomponist
- 1923: Ann Miller, US-amerikanische Schauspielerin und Tänzerin
- 1923: Ernst Aust, deutscher Politiker
- 1923: Sedje Hémon, niederländische Komponistin, Violinistin, Panflötistin und Malerin
- 1924: Peter Safar, US-amerikanischer Anästhesist
- 1924: Raymond Barre, französischer Politiker
- 1924ː Marija Filippowna Limanskaja, russische Militärpolizistin der Roten Armee und Bibliothekarin
- 1925: Alfred Beck, deutscher Fußballspieler
- 1925ː Evelyn Berezin, US-amerikanische Informatikerin
- 1925ː Peggy Brixhe, portugiesische Badmintonspielerin
- 1925ː Ingeborg Naß, deutsche Schauspielerin, Kabarettistin und Chansonsängerin

#### 1926–1950
- 1926: Marianne Sin-Pfältzer, deutsche Fotografin
- 1926: Said Ramadan, ägyptischer muslimischer Aktivist
- 1926: Umberto Marzotto, italienischer Adeliger, Unternehmer und Autorennfahrer
- 1926: Jane Withers, US-amerikanische Schauspielerin

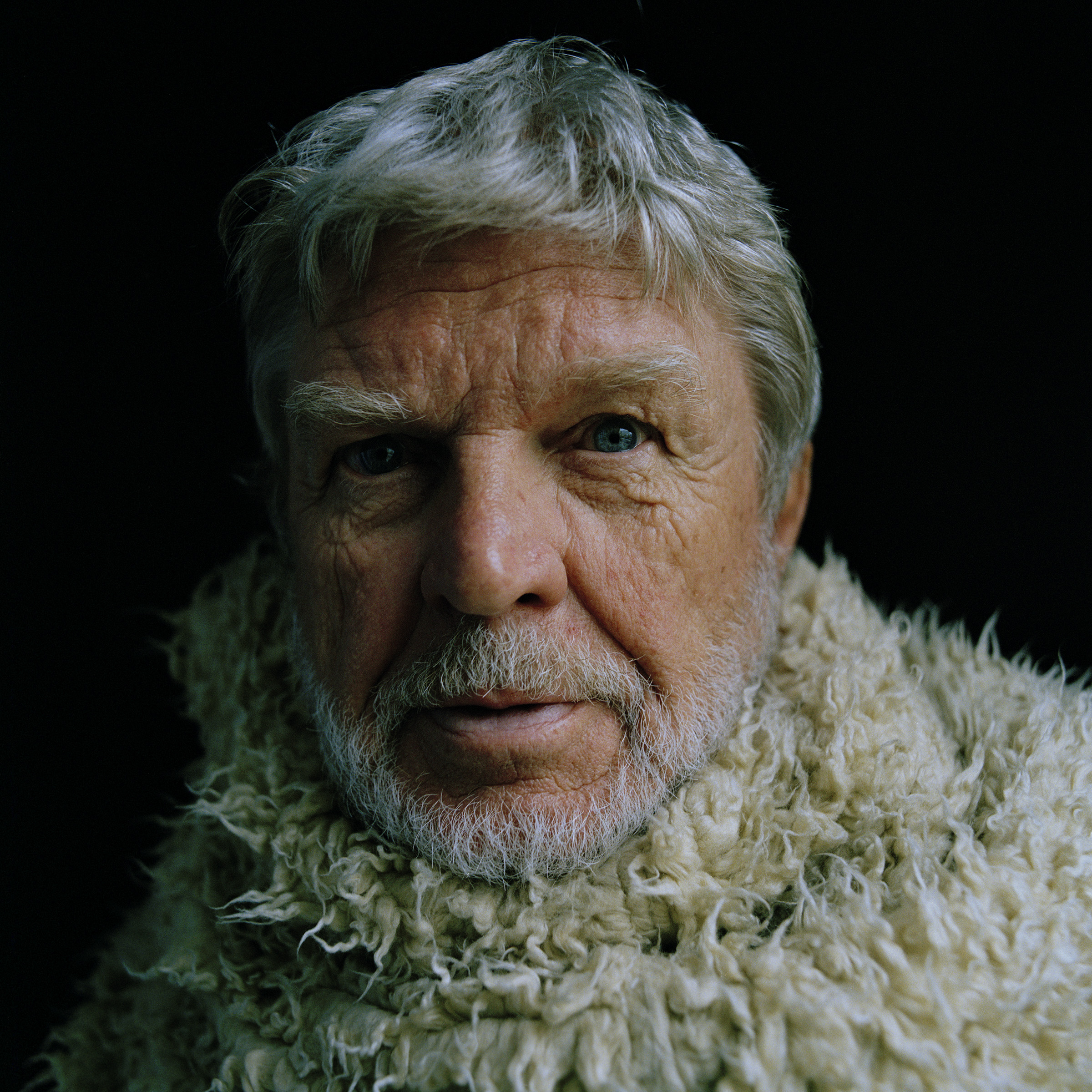
Hardy Krüger (* 1928)

- 1928: Hardy Krüger, deutscher Filmschauspieler
- 1928: Jean-François Paillard, französischer Dirigent
- 1929: Evamaria Bath, deutsche Schauspielerin
- 1930: Dietrich Aigner, deutscher Historiker und Bibliothekar
- 1930: Bruno Benthien, deutscher Wirtschaftswissenschaftler, Minister für Tourismus in der DDR
- 1930: Patricia Dainton, britische Schauspielerin
- 1930: John Landy, australischer Leichtathlet und Politiker
- 1930: Bubi Scholz, deutscher Boxer
- 1930: Vladimír Skalický, tschechischer Botaniker
- 1931: Chico Anysio, brasilianischer Schauspieler, Schriftsteller, Komiker und Komponist
- 1931: Miroslav Bázlik, slowakischer Komponist, Pianist, Pädagoge und Mathematiker
- 1932: Lakshman Kadirgamar, sri-lankischer Politiker
- 1932: Tiny Tim, US-amerikanischer Sänger
- 1933: Günther Eisenreich, deutscher Mathematiker
- 1933: Michael Petzet, deutscher Denkmalpfleger
- 1933: Anicetas Uogelė, litauischer Schachspieler

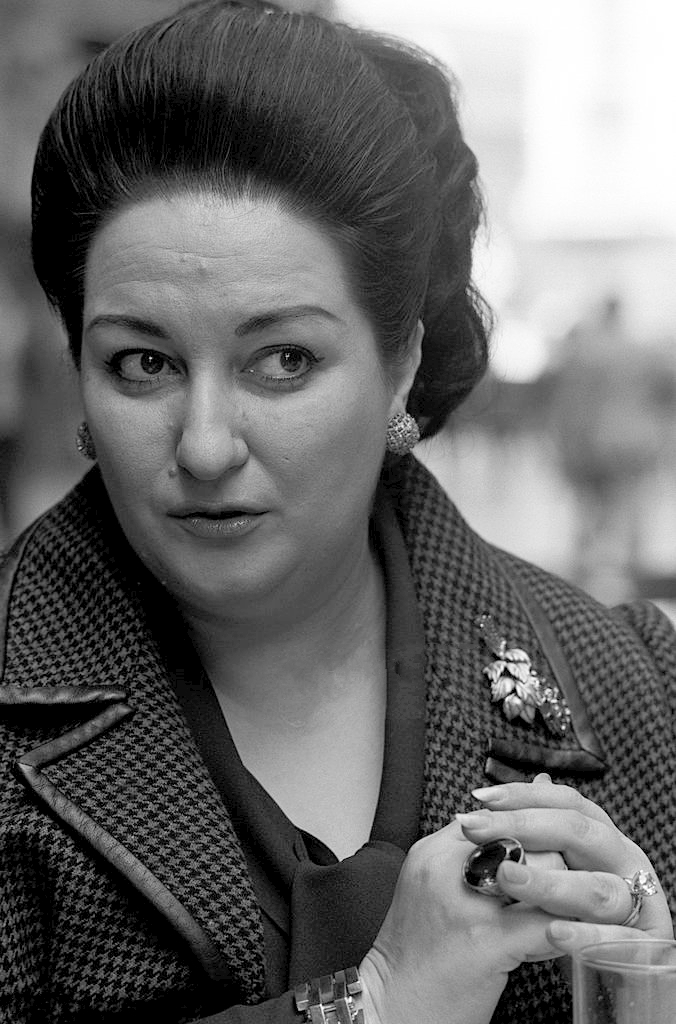
Montserrat Caballé (* 1933)

- 1933: Montserrat Caballé, spanische Opernsängerin
- 1934: Michael Grzimek, deutscher Tierfilmer und Zoologe
- 1935: Jimmy Makulis, griechischer Schlagersänger
- 1935: Cora Roberts, deutsche Schauspielerin
- 1935: Heinz Schneiter, Schweizer Fußballspieler
- 1936: Tony Earl, US-amerikanischer Politiker
- 1936: Charles Napier, US-amerikanischer Schauspieler
- 1937: Barbara Aland, deutsche evangelische Theologin
- 1937: Igor Petrowitsch Wolk, sowjetischer Kosmonaut und Pilot
- 1938: Ernst Halter, Schweizer Schriftsteller, Übersetzer und Herausgeber
- 1938: Norman Paech, deutscher emeritierter Professor
- 1939: Alan Ayckbourn, britischer Dramatiker
- 1939: Heinz Friedrich Benner, deutscher Politiker
- 1939: Peter Giger, Schweizer Percussionist und Bandleader

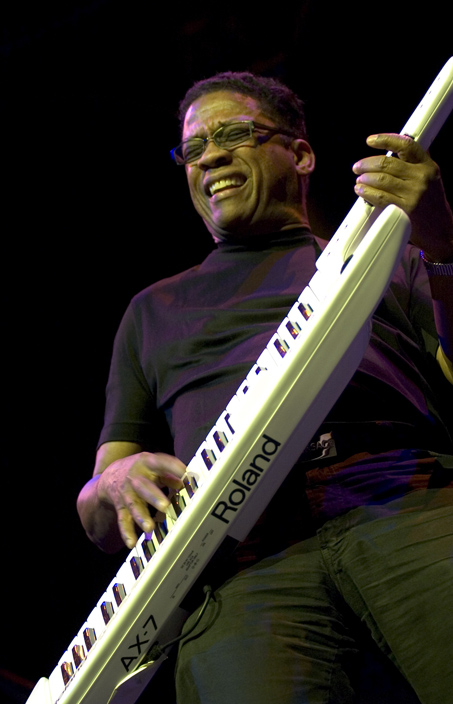
Herbie Hancock (* 1940)

- 1940: Herbie Hancock, US-amerikanischer Musiker
- 1940: Jack Hibberd, australischer Dramatiker und Autor
- 1941: Bobby Moore, englischer Fußballspieler
- 1941: Iain Quarrier, kanadischer Schauspieler
- 1941: Dieter Auch, deutscher Politiker
- 1942: Winthrop Davenport, US-amerikanischer Volleyballspieler und -schiedsrichter
- 1942: Carlos Reutemann, argentinischer Formel-1-Rennfahrer und Politiker
- 1942: Peter Sünnenwold, Stadtpräsident in der Hansestadt Lübeck
- 1942: Jacob Zuma, südafrikanischer Politiker
- 1943: Gerd Udo Feller, deutscher Schauspieler
- 1943: Lothar Kobluhn, deutscher Fußballspieler
- 1943: Michael Otto, deutscher Manager beim Otto-Versand
- 1944: Andrew Arbuckle, schottischer Politiker
- 1944: John Kay, deutsch-kanadischer Rockmusiker
- 1944: Karel Kryl, tschechischer Liedermacher und Dichter
- 1944: Patric Schmid, US-amerikanische Gründer der „Opera Rara“
- 1945: Miller Anderson, britischer Rockmusiker, Gitarrist und Sänger
- 1945: Jean-Daniel Dätwyler, Schweizer Skirennläufer
- 1945: Rainer Feist, deutsche Militärperson im NATO-Hauptquartier SHAPE
- 1945: Felipe Lara, spanischer Flamencosänger
- 1945: Kiyoko Murata, japanische Schriftstellerin
- 1945: Sigrid Skarpelis-Sperk, deutsche Politikerin
- 1946: Ed O’Neill, US-amerikanischer Schauspieler
- 1946: Gérard Dantan-Merlin, französischer Autorennfahrer
- 1946: Ria Endres, deutsche Schriftstellerin
- 1947: Ali Arslan, deutscher Schriftsteller
- 1947: Tom Clancy, US-amerikanischer Schriftsteller
- 1947: David Letterman, US-amerikanischer Talkmaster
- 1947: Dan Lauria, US-amerikanischer Schauspieler
- 1947: Ulrich Wolf, deutscher Generalleutnant des Heeres der Bundeswehr
- 1948: Hugo Bervejillo, uruguayischer Schriftsteller

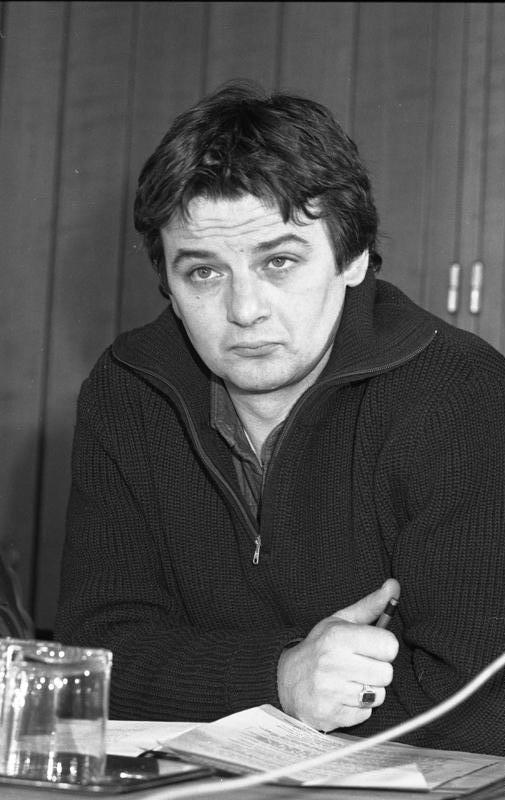
Joschka Fischer (* 1948)

- 1948: Joschka Fischer, deutscher Politiker
- 1948: Marcello Lippi, italienischer Fußballtrainer
- 1949: Anke Eymer, deutsche Politikerin, MdB
- 1949: Walter Pradt, deutscher Fußballspieler
- 1949: Scott Turow, US-amerikanischer Jurist und Autor
- 1950: Georgi Ananiew, bulgarischer Politiker
- 1950: Joyce Banda, malawische Politikerin, Staatspräsidentin
- 1950: Flavio Briatore, italienischer Formel-1-Manager
- 1950: David Cassidy, US-amerikanischer Schauspieler und Sänger
- 1950: Joachim Knape, deutscher Professor für Allgemeine Rhetorik
- 1950: Werner Boschmann, deutscher Autor, Übersetzer und Verleger
- 1950: Emilio Del Guercio, argentinischer Rockgitarrist und -bassist

#### 1951–1975
- 1951: Ray Mallock, britischer Autorennfahrer und Rennstallbesitzer
- 1952: Hellmut Hattler, deutscher Musiker
- 1952: Hans Stöckli, Schweizer Politiker
- 1952: Christof Wetterich, deutscher theoretischer Physiker

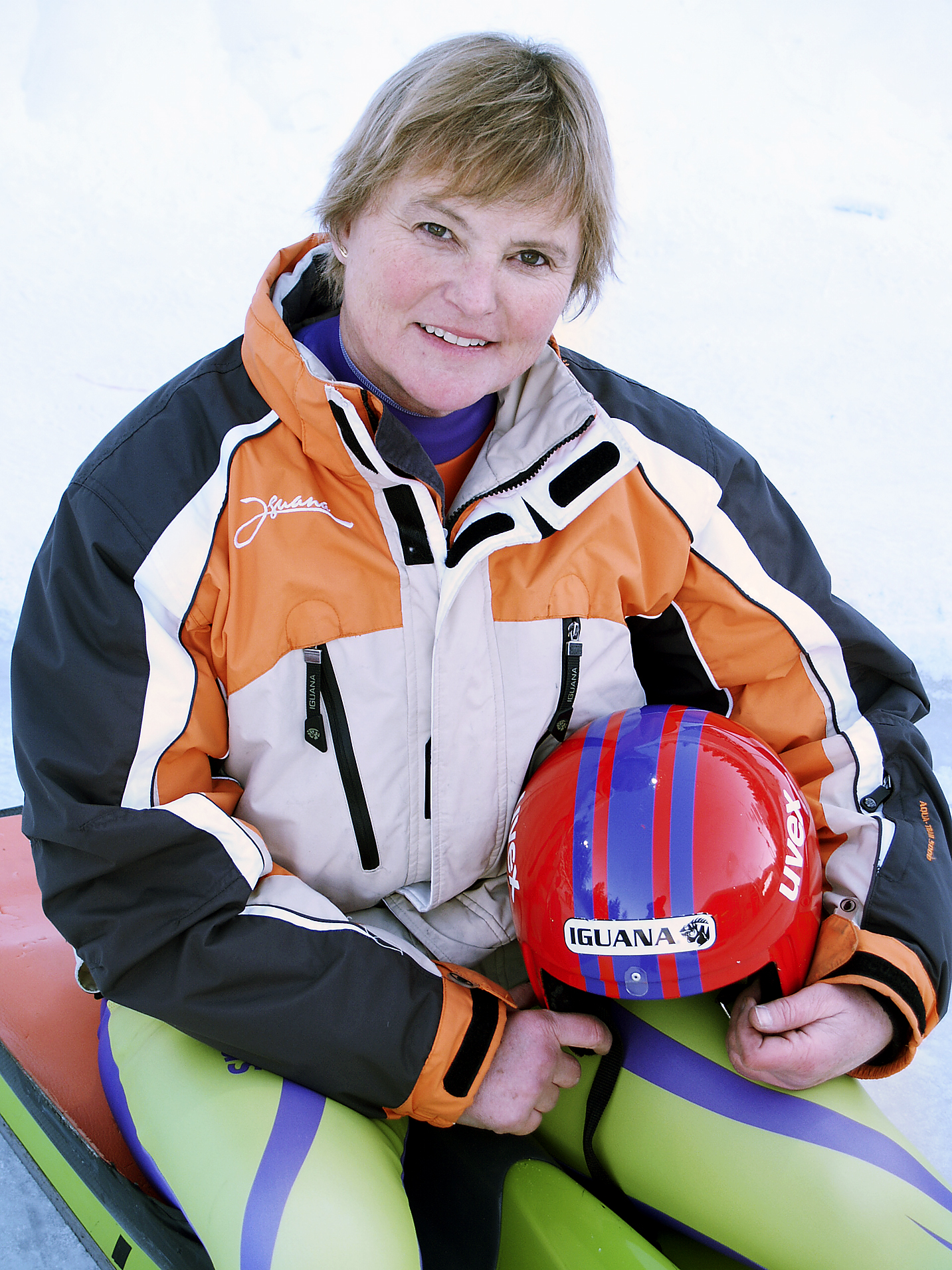
Anne Abernathy (* 1953)

- 1953: Anne Abernathy, Rennrodlerin von den Jungferninseln
- 1953: Reinhard Gerer, österreichischer Koch
- 1953: Michaela Scheday, österreichische Schauspielerin und Regisseurin
- 1954: Steve Stevaert, belgischer Politiker
- 1954: Pat Travers, kanadischer Blues-Rock Gitarrist
- 1955: Eraldo Pecci, italienischer Fußballspieler
- 1955: Jean-Louis Aubert, französischer Sänger und Komponist
- 1955: Otari Ionowitsch Arschba, russischer Politiker
- 1955: Nils Gaup, norwegischer Filmregisseur
- 1955ː Sandy Hill, US-amerikanische Bergsteigerin, Bezwingerin des Mount Everest
- 1955: Viktor Arnar Ingólfsson, isländischer Schriftsteller
- 1956: Andy García, US-amerikanischer Schauspieler

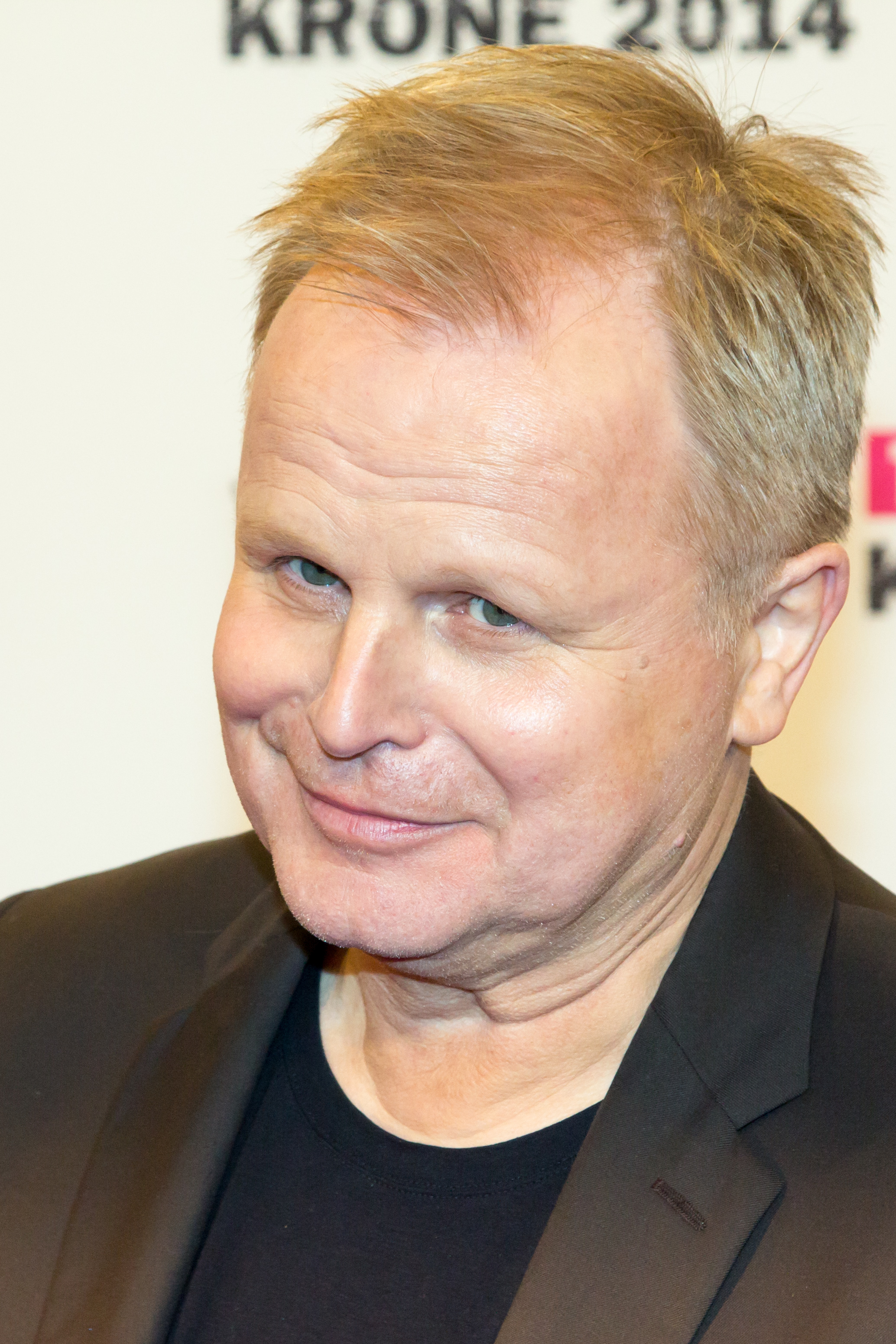
Herbert Grönemeyer (* 1956)

- 1956: Herbert Grönemeyer, deutscher Musikproduzent, Sänger und Schauspieler
- 1956: Andreas Hejj, deutscher Professor
- 1956: Walter Salles, brasilianischer Film-Regisseur
- 1956: Yasuo Tanaka, japanischer Schriftsteller und Politiker
- 1957: Wolfgang Baasch, deutscher Politiker
- 1957: Vince Gill, US-amerikanischer Country-Musiker
- 1957: Tama Janowitz, US-amerikanische Schriftstellerin
- 1957: Alex Lauzon, österreichischer Buchautor und Pokerspieler
- 1957: Wolfhard Pencz, deutscher Klarinettist und Hochschullehrer
- 1957: Jörg-Martin Willnauer, deutsch-österreichischer Musikkabarettist, Autor, Komponist und Dozent
- 1958: Roland Dalhäuser, Schweizer Leichtathlet
- 1958: Bernard Fellay, Schweizer Ordenspriester und Bischof
- 1958: Ginka Sagortschewa, bulgarische Leichtathletin
- 1958: Klaus Tafelmeier, deutscher Leichtathlet und Olympiateilnehmer
- 1959: Andy Bausch, Luxemburger Filmregisseur
- 1960: Wiktor Moskalenko, ukrainischer Schachgroßmeister
- 1961: Thierry Blondeau, französischer Komponist
- 1961: Lisa Gerrard, australische Musikerin und Sängerin
- 1961: Christophe Rousset, französischer Cembalist und Dirigent
- 1961: Axel Wöstmann, deutscher Jurist und Ruderer
- 1962: Sepp Daxenberger, deutscher Politiker
- 1962: Éric Laboureix, französischer Freestyle-Skier
- 1962: Reinhold Mathy, deutscher Fußballspieler
- 1962: Carlos Sainz, spanischer Rallyefahrer
- 1963: Kerstin Knüpfer, deutsche Handballspielerin
- 1963: Rolf Steimke, deutscher Autor
- 1964: Mark Camacho, kanadischer Schauspieler und Synchronsprecher
- 1964: Ross Cheever, US-amerikanischer Autorennfahrer
- 1964: Christian Geyer, deutscher Tennisspieler

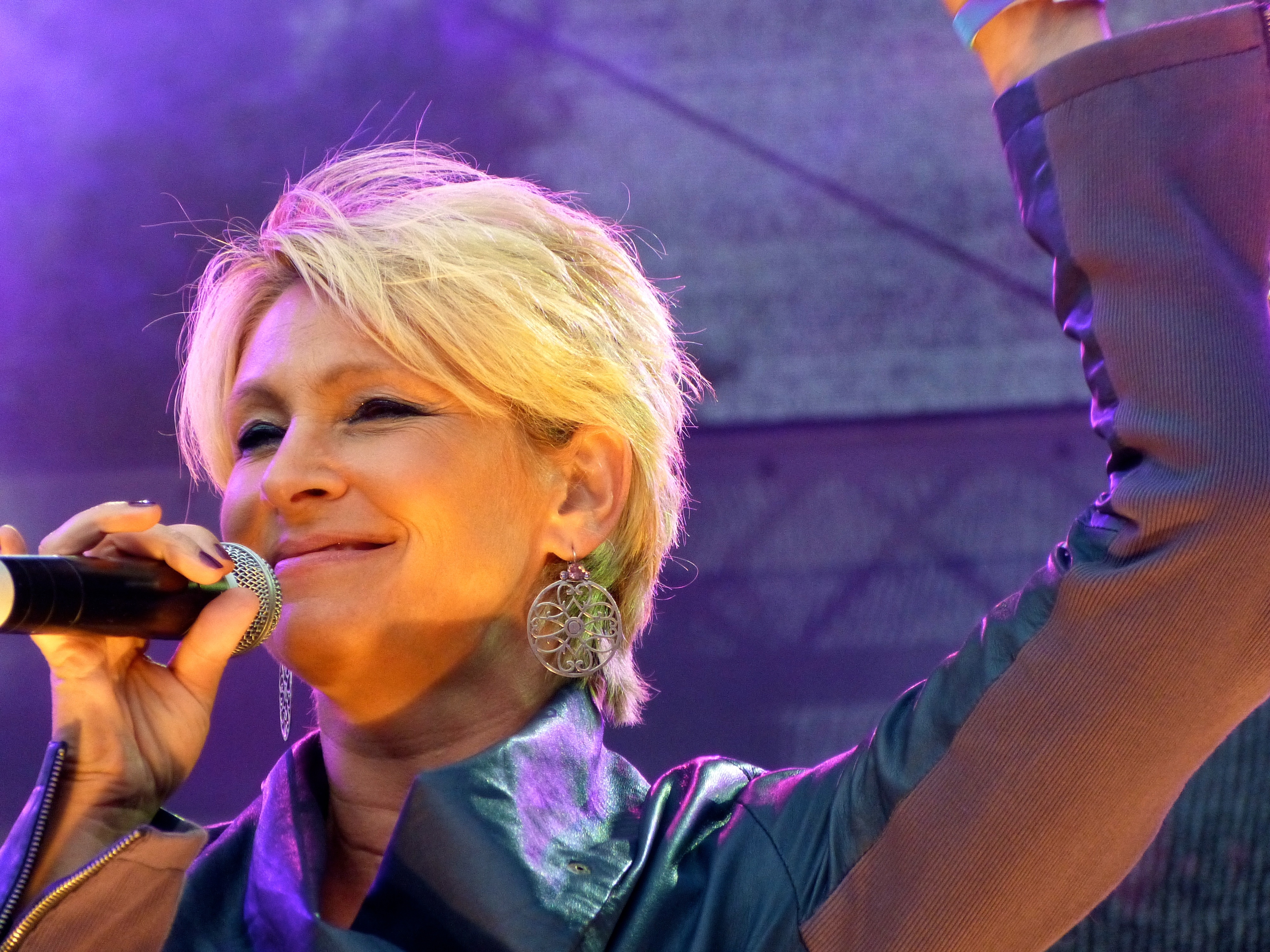
Claudia Jung (* 1964)

- 1964: Claudia Jung, deutsche Sängerin
- 1964: Pandora Peaks, US-amerikanische Stripperin und Fotomodell
- 1964: Jeannine Pilloud, Schweizer Managerin
- 1964: Amy Ray, US-amerikanische Singer-Songwriterin und Musikerin
- 1964: Germaine Seewer, Schweizer Berufsoffizierin
- 1964: Ray van Zeschau, deutscher Sänger, Fotograf, Filmemacher und Journalist
- 1965: Kim Bodnia, dänischer Filmschauspieler
- 1965: Ellen Lohr, deutsche Motorsportlerin
- 1966: Rigmor Gustafsson, schwedische Jazzsängerin
- 1966: Nils-Olav Johansen, norwegischer Jazzgitarrist und -sänger
- 1967: Wolfram von Stauffenberg, deutscher Schauspieler, Hörspielsprecher und Boxer
- 1968: Guido Schiefen, deutscher Cellist
- 1969: Lucas Radebe, südafrikanischer Fußballspieler
- 1971: Nicholas Brendon, US-amerikanischer Schauspieler
- 1971: Shannen Doherty, US-amerikanische Schauspielerin
- 1971: Christophe Moreau, französischer Radrennfahrer
- 1971: Tolga Tüzün, türkischer Pianist und Komponist
- 1972: René Cattarinussi, italienischer Biathlet
- 1972: Şebnem Ferah, türkische Künstlerin der Pop- und Rockmusik
- 1973: Roberto Ayala, argentinischer Fußballspieler
- 1973: Ryan Kisor, US-amerikanischer Jazztrompeter
- 1973: Joël Lautier, französischer Schachmeister
- 1973: Christian Panucci, italienischer Fußballspieler
- 1973: Michael Watzke, deutscher Hörfunkjournalist
- 1974: Elena Bonetti, italienische Mathematikerin und Politikerin
- 1974: Belinda Emmett, australische Schauspielerin und Moderatorin
- 1974: Roman Hamrlík, tschechischer Eishockeyspieler

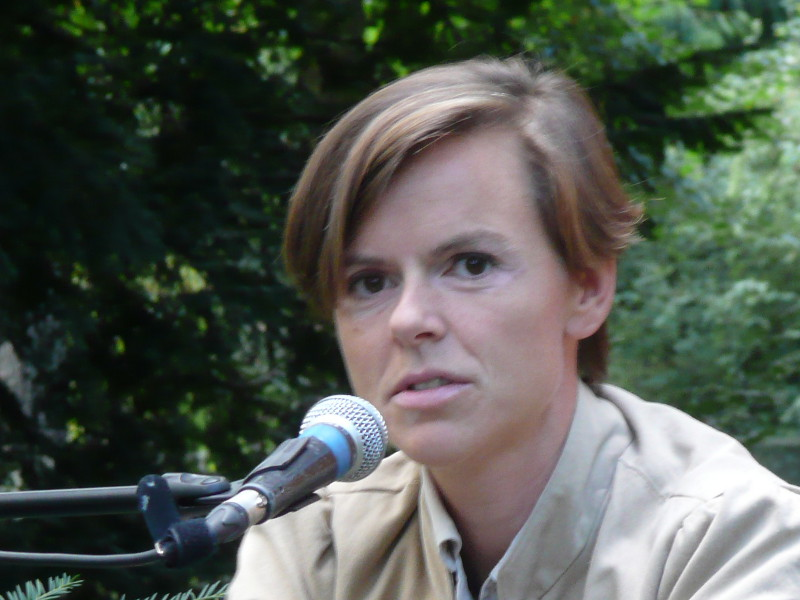
Antje Rávic Strubel (* 1974)

- 1974: Antje Rávic Strubel, deutsche Schriftstellerin
- 1974: Sylvinho, brasilianischer Fußballspieler
- 1975: Samuli Aro, finnischer Motorradsportler
- 1975: Anja Nejarri, deutsche Film- und Fernsehschauspielerin
- 1975: Stefan Stankalla, deutscher Skirennläufer

#### 1976–2000
- 1976: Kuok Io Keong, macauischer Autorennfahrer
- 1976: Olga Kotljarowa, russische Sprinterin und Mittelstreckenläuferin
- 1977: Tobias Angerer, deutscher Skilangläufer
- 1977: Giovanny Espinoza, ecuadorianischer Fußballspieler
- 1977: Sarah Monahan, australische Schauspielerin
- 1977: Sven Schuhmacher, deutscher Redakteur, Moderator und Sänger
- 1978: Stanislaw Angelow, bulgarischer Fußballspieler
- 1978: Guy Berryman, schottischer Musiker
- 1978: Natalie Grams, deutsche Ärztin und Homöopathiekritikerin
- 1978: Ercandize, deutscher Rapper
- 1978: Max Schradin, deutscher TV-Moderator
- 1979: Carolina la O, kolumbianische Sängerin und Schauspielerin

Claire Danes (* 1979)

- 1979: Claire Danes, US-amerikanische Schauspielerin
- 1979: Mateja Kežman, serbischer Fußballspieler
- 1979: Jennifer Morrison, US-amerikanische Schauspielerin
- 1979: Sergio Pellissier, italienischer Fußballspieler
- 1980: Krešimir Ivanković, kroatischer Handballspieler
- 1980: Diane Marshall-Green, US-amerikanische Schauspielerin
- 1980: Brian McFadden, irischer Popsänger
- 1980: Erik Mongrain, französisch-kanadischer Gitarrist und Komponist
- 1981: Juri Michailowitsch Borsakowski, russischer Leichtathlet
- 1981: Nicolás Burdisso, argentinischer Fußballspieler
- 1982: Tamer Bayoumi, ägyptischer Taekwondoin
- 1982: Ryan Dalziel, britischer Rennfahrer
- 1983: Matthias Büttner, deutscher Politiker, MdL
- 1983: Jelena Dokić, australische Tennisspielerin
- 1983: Sak Noel, spanischer DJ, Musikproduzent sowie Regisseur von Musikvideos
- 1983: Julia Bamberg, deutsche Radiomoderatorin
- 1984: Emma Bedschanjan, armenische Sängerin
- 1984: Adam Rosen, britischer Rennrodler
- 1985: Şəhriyar Məmmədyarov, aserbaidschanischer Schachgroßmeister
- 1986: Blerim Džemaili, Schweizer Fußballspieler
- 1986: Matt McGorry, US-amerikanischer Schauspieler
- 1986: Marcel Granollers, spanischer Tennisspieler
- 1986: Jonathan Pitroipa, burkinischer Fußballspieler

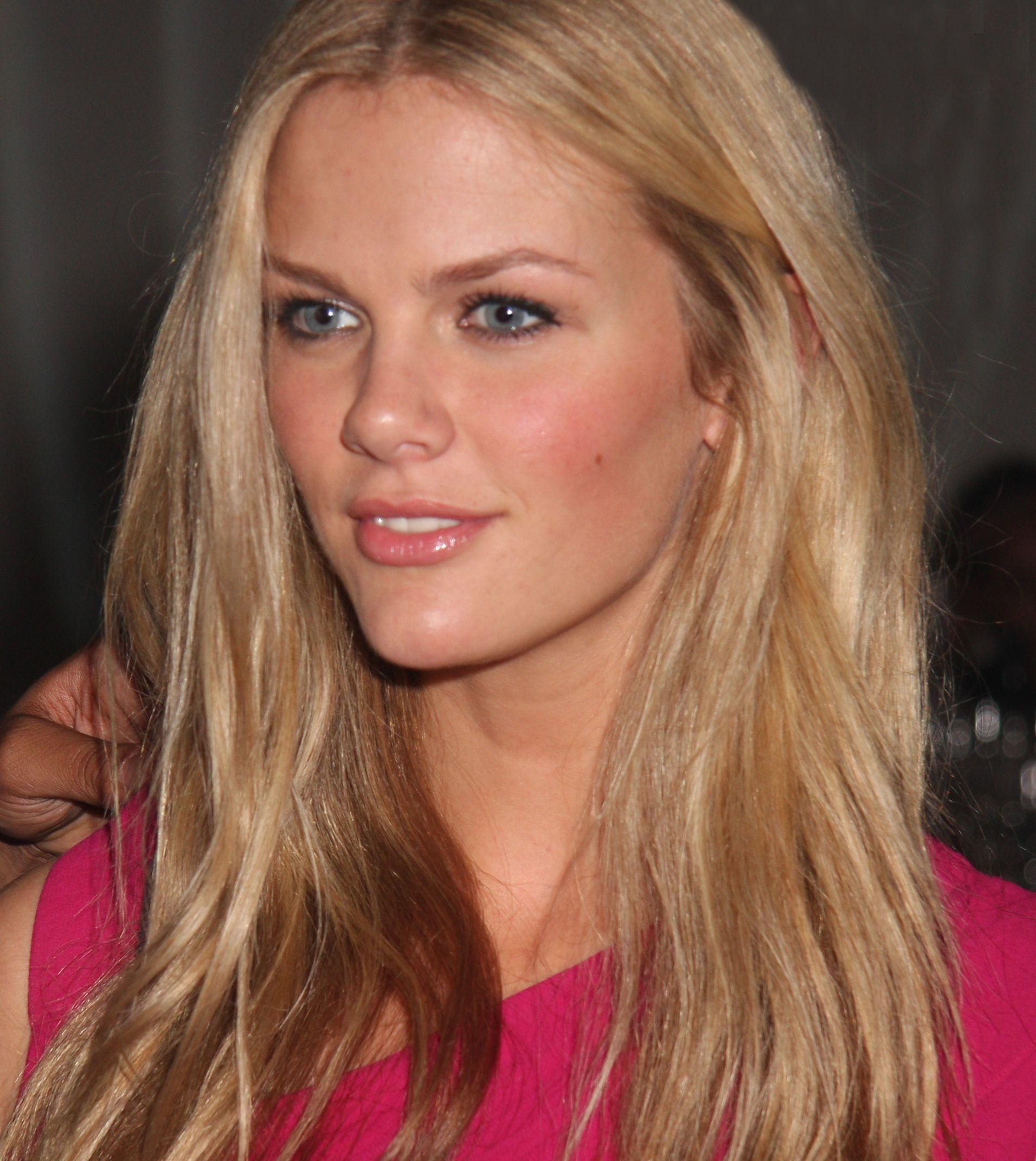
Brooklyn Decker (* 1987)

- 1987: Brooklyn Decker, US-amerikanisches Model und Schauspielerin
- 1987: Brendon Urie, US-amerikanischer Sänger (Panic! at the Disco)
- 1988: Tone Damli, norwegische Sängerin
- 1988: Miquel Julià Perello, spanischer Autorennfahrer
- 1988: Michaël Rossi, französischer Autorennfahrer
- 1989: Cédric Ramothe, französischer Radrennfahrer
- 1989: ILoveMakonnen, US-amerikanischer Rapper
- 1989: Valentin Stocker, Schweizer Fußballspieler
- 1990: Rahmat Adianto, indonesischer Badmintonspieler
- 1990: Andreas Nilsson, schwedischer Handballspieler
- 1990: Eetu Vähäsöyrinki, finnischer Nordischer Kombinierer
- 1991: Daniel Littau, deutscher Schauspieler
- 1992ː The Vivienne, britische Dragqueen
- 1993: Jordan Archer, schottischer Fußballtorhüter
- 1993: Katelyn Pippy, US-amerikanische Schauspielerin
- 1994: Eric Bailly, ivorischer Fußballspieler
- 1994: Saoirse Ronan, irische Schauspielerin
- 1995: Eric Loughran, US-amerikanischer Freestyle-Skier
- 1996: Matteo Berrettini, italienischer Tennisspieler
- 1996: Alina Grijseels, deutsche Handballspielerin
- 1996: Ylber Ramadani, albanisch-kosovarischer Fußballspieler
- 1996: Anton Salétros, schwedischer Fußballspieler
- 2000: David Hogg, US-amerikanischer Aktivist
- 2000: Suzanna von Nathusius, polnischer Kinder-Fernsehstar

### 21. Jahrhundert
- 2001: Leon Dajaku, deutscher Fußballspieler
- 2001: Anna Twardosz, polnische Skispringerin
- 2002: Max Krauthausen, deutscher Kinderdarsteller
- 2003: Peter DaCunha, kanadischer Schauspieler
- 2004: Kim Je-deok, südkoreanischer Bogenschütze
- 2004: Mark-Markos Kehva, estnischer Biathlet

## Gestorben

### Vor dem 15. Jahrhundert
- 0238: Gordian I., römischer Kaiser
- 0238: Gordian II., römischer Kaiser
- 0352: Julius I., Papst
- 0403: Epiphanius von Salamis, Bischof von Salamis auf Zypern
- 1050: Alferio Pappacarbone, Begründer der Benediktinerabtei Cava de’ Tirreni, Heiliger
- 1107: Burkhard von Fenis, Bischof von Basel
- 1111: Berthold II., Herzog von Schwaben
- 1111: Walram von Schwarzburg, Bischof von Naumburg
- 1125: Vladislav I., Herzog von Böhmen
- 1167: Karl VII. König von Schweden
- 1206: Diethelm von Krenkingen, Abt von Reichenau, Bischof von Konstanz
- 1237: Berengaria von León, Kaiserin des Lateinischen Kaiserreichs
- 1257: Schadschar ad-Durr, Sultanin in Ägypten
- 1307: Humbert I., Seigneur de La Tour-du-Pin und Dauphin von Viennois
- 1323: Rigaud de Asserio, Bischof von Winchester

### 15. und 16. Jahrhundert
- 1411: Robert I., Herzog von Bar
- 1415: Walram III., französischer Adliger, Connétable von Frankreich
- 1418: Sebastian Stempfl, Bischof von Brixen
- 1439: Johann I., Herzog von Glogau und Sagan
- 1469: Peter von Schaumberg, Bischof von Augsburg
- 1476: Dietrich III. von Schönberg, Bischof von Meißen
- 1479: Bernhard Darsow, Ratsherr der Hansestadt Lübeck
- 1487: Rudolf IV., Markgraf von Hachberg-Sausenberg und Graf von Neuenburg am See
- 1500: Leonhard, letzter Graf von Görz aus dem Geschlecht der Meinhardiner
- 1500: Michael Marullus, humanistischer Gelehrter
- 1517: Heinrich IV. von Lichtenau, Bischof von Augsburg
- 1519: Georgius Eberhard, Abt im Kloster St. Blasien
- 1521: Piero di Cosimo, italienischer Maler und Zeichner
- 1524: Adriana von Hanau, Gräfin von Solms zu Lich
- 1530: Johanna von Kastilien, Prinzessin von Kastilien und Königin von Portugal
- 1540: Antoine I. de Lalaing, Statthalter von Holland und Seeland
- 1550: Claude de Lorraine, erster Herzog von Guise

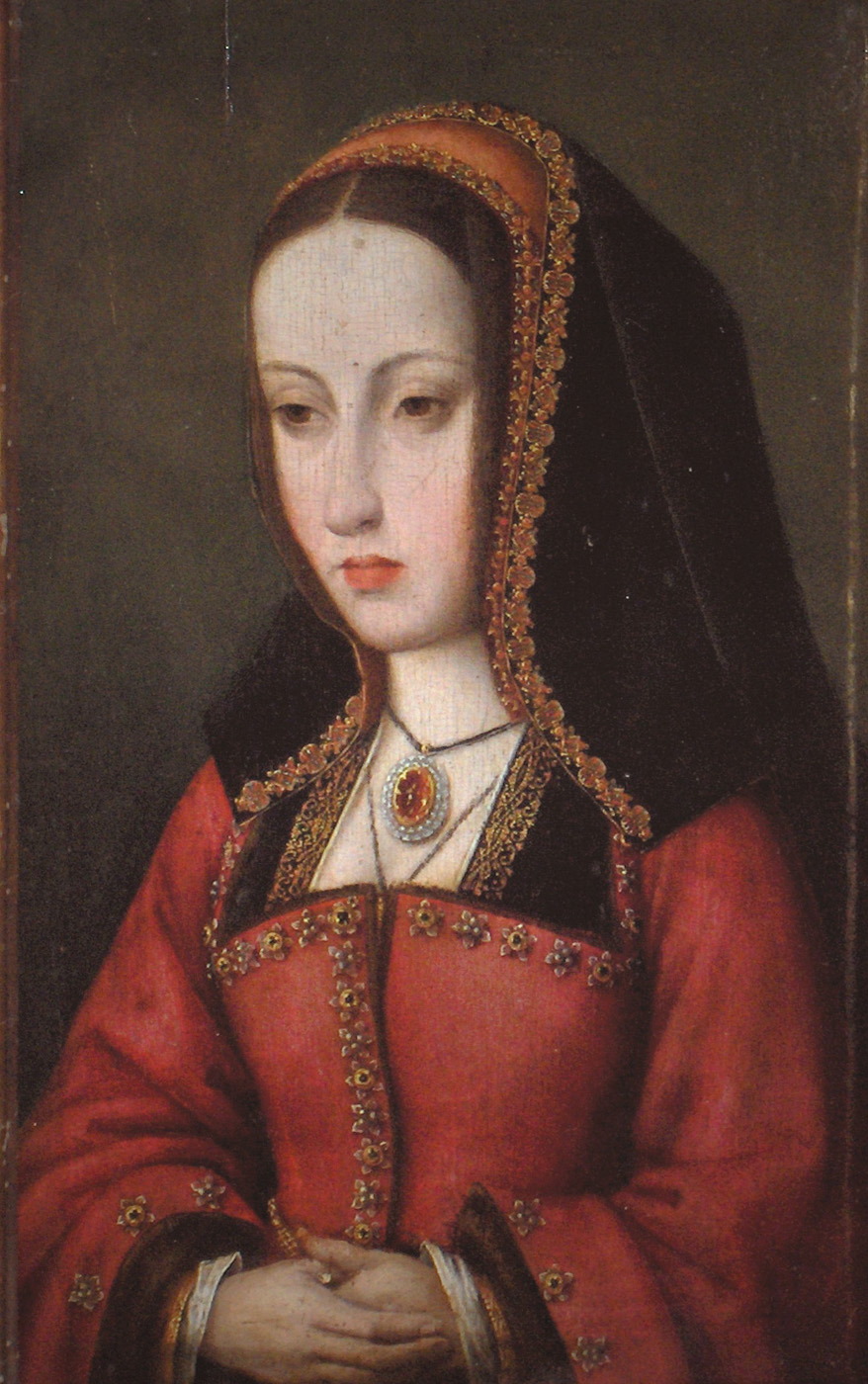
Johanna von Kastilien († 1555)

- 1555: Johanna von Kastilien, Königin und Titularkönigin von Kastilien und Aragonien
- 1572: Jean Crespin, Genfer Jurist, Autor und Buchdrucker französischer Herkunft
- 1590: Samuel Apiarius, Schweizer Buchdrucker und Musikverleger

### 17. und 18. Jahrhundert
- 1602: Albert de Gondi, Herzog von Retz und französischer  Heerführer
- 1602: Nikolaus von Reusner, deutscher Rechtswissenschaftler
- 1638: Shirō Amakusa, japanischer Rebell
- 1643: Nikolaus Hunnius, deutscher lutherischer Theologe
- 1645: Sigismund Heusner von Wandersleben, deutscher Offizier und Politiker
- 1648: Katharina Belgica von Oranien-Nassau, Gräfin von Hanau-Münzenberg
- 1666: Johann Rudolf Wettstein, Schweizer Politiker und Bürgermeister von Basel
- 1686: Caspar Merian, deutscher Kupferstecher
- 1691: Daniel Christoph Beckher, deutscher Mediziner
- 1704: Jacques Bénigne Bossuet, französischer Bischof und Autor
- 1722: Antonio Zanchi, italienischer Maler
- 1725: Giovanni Battista Foggini, italienischer Bildhauer und Architekt
- 1726: Vincenzo Olivicciani gen. Vincenzino, italienischer Sänger und Kastrat
- 1733: Christian Meltzer, deutscher Pfarrer und Chronist des Erzgebirges
- 1743: Augustine Washington, britischer Großgrundbesitzer in Virginia, Vater von George Washington
- 1748: William Kent, englischer Architekt, Gartengestalter, Landschaftsmaler und Innenarchitekt
- 1750: Georg Wilhelm Henning, deutsch-russischer Ingenieur, Konstrukteur, Offizier und Organisator
- 1751: Sigismund von Kollonitz, Erzbischof von Wien und Kardinal
- 1758: Antoine de Jussieu, französischer Physiker und Botaniker
- 1760: Ernst Gottlieb Baron, deutscher Komponist und Lautenist
- 1766: Johann Jakob Zehender, Schweizer evangelischer Geistlicher und Heimatforscher
- 1782: Pietro Metastasio, italienischer Dichter und Librettist
- 1793: Hans Arentz, norwegischer Richter und politischer und topografischer Autor
- 1797: Johann Georg Bach, Sohn von Johann Ernst Bach

### 19. Jahrhundert
- 1804: Amalie Christina Gylding, deutsche Porzellanmalerin
- 1808: Johann Samuel Petri, deutscher Komponist, Pädagoge, Kantor und Autor
- 1813: Jean-François Carteaux, französischer General

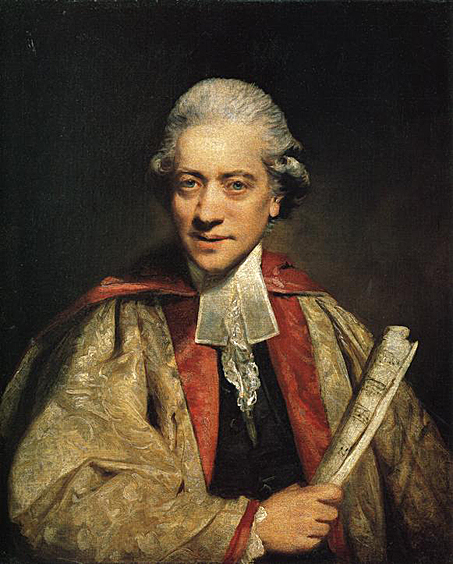
Charles Burney († 1814)

- 1814: Charles Burney, britischer Komponist und Musikhistoriker
- 1817: Charles Messier, französischer Astronom
- 1818: Barbara Schulthess, Zürcher Bürgerin, Freundin von Johann Wolfgang von Goethe und Johann Caspar Lavater
- 1824: Christian Gottlieb Kluge der Jüngere, deutscher evangelischer Theologe und Pädagoge
- 1827: Friederike Auguste Sophie von Anhalt-Bernburg, Fürstin von Anhalt-Zerbst
- 1828: Leopold Layer, slowenischer Maler
- 1829: Félix Neff, Schweizer evangelischer Wanderprediger
- 1830: Christian Wilhelm Ahlwardt, deutscher Professor
- 1832: Shadrach Bond, US-amerikanischer Politiker
- 1834: Isabella Seymour-Conway, britische Adlige und Mätresse von König George IV.
- 1840: Franz Anton von Gerstner österreichischer Ingenieur und Eisenbahnpionier
- 1850: Louise Dulcken, deutsche Pianistin und Komponistin
- 1851: Martin Schrettinger, deutscher Priester und Bibliothekar
- 1862: Adley Hogan Gladden, Brigadegeneral der Armee der Konföderierten Staaten von Amerika im Sezessionskrieg
- 1863: Nikola Bogoridi, osmanischer Statthalter, Phanariot bulgarischer Herkunft
- 1865: Emmy Danckwerts, deutsche Diakonisse und als Oberin erste Leiterin des Henriettenstiftes in Hannover
- 1865: Georg von Stockau, österreichischer Politiker und Gutsbesitzer
- 1867: Ottokar Maria von Attems, österreichischer Fürstbischof
- 1867: Johann Christian Friedrich Tuch, deutscher Orientalist
- 1869: Adolf Ludwig Hanckwitz, deutscher Lehrer, Turner und Politiker
- 1870: Ernst Siegfried Mittler, deutscher Verleger
- 1878: François Schubert, deutscher Konzertmeister und Komponist
- 1878: Gustav Heckenast, ungarischer Buchhändler, Verleger und Drucker
- 1881: Karl Traugott Stöckel, deutscher Orgelbauer
- 1887: Gottfried von Neureuther, deutscher Architekt und Hochschullehrer

Cäcilie von Baden († 1891)

- 1891: Cäcilie von Baden, Prinzessin von Baden, Großfürstin von Russland
- 1894ː Lucy Madox Brown, englische Malerin und Schriftstellerin
- 1894: Ludwig Pfau, deutscher Dichter und Revolutionär
- 1896: Carl Humann, deutscher Ingenieur, Architekt und Archäologe
- 1898: Elzéar-Alexandre Taschereau, kanadischer Kardinal

### 20. Jahrhundert

#### 1901–1950

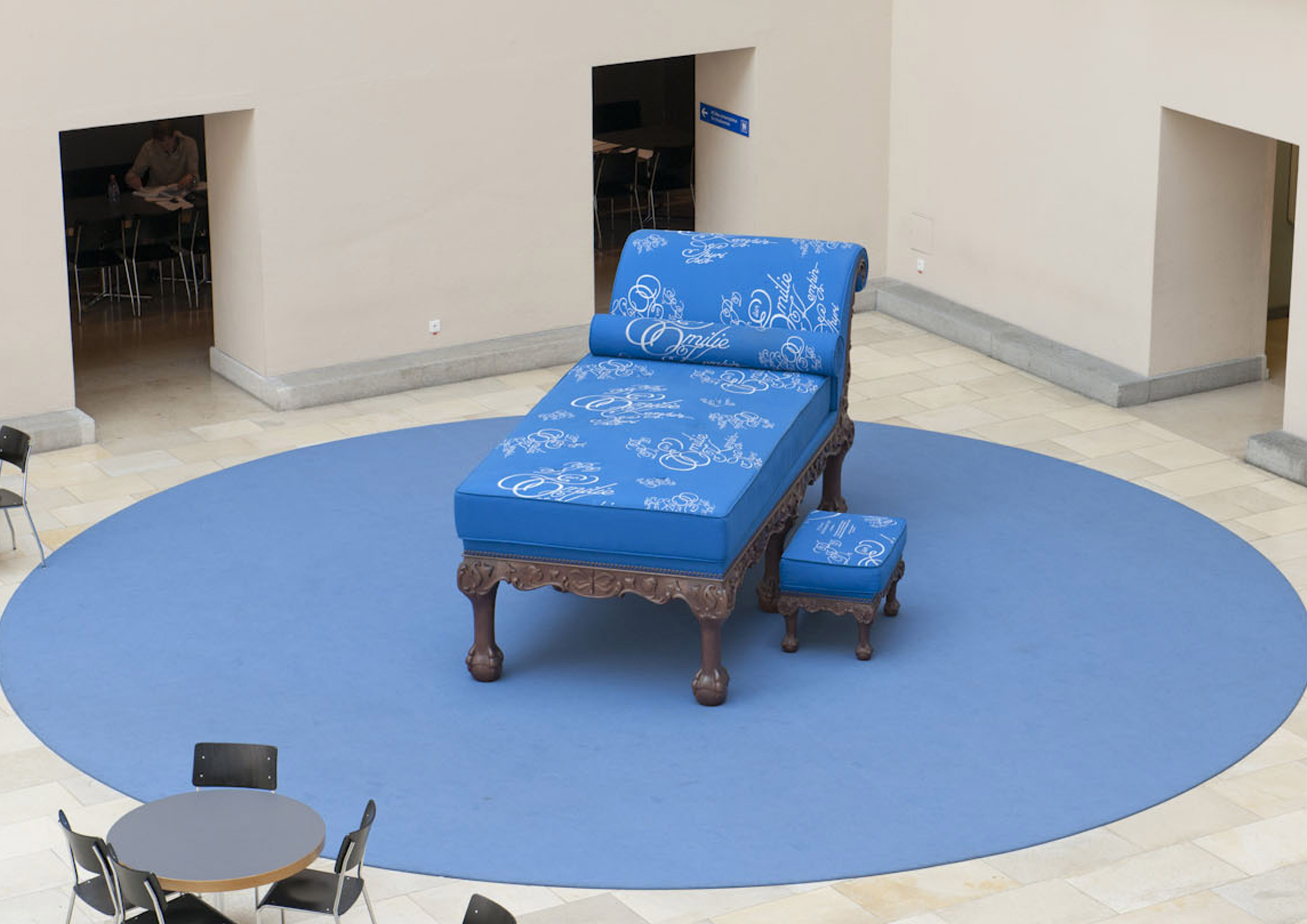
Emilie Kempin-Spyri († 1901)

- 1901: Emilie Kempin-Spyri, erste Frau, die in der Schweiz als Juristin promoviert wurde und habilitierte
- 1902: Alfred Cornu, französischer Physiker
- 1904: Käthe Freiligrath-Kroeker, deutsche Übersetzerin und Dichterin
- 1907: Otto Leixner von Grünberg, österreichischer Schriftsteller und Literaturhistoriker
- 1912: Clara Barton, US-amerikanische Philanthropin
- 1914: Josef Nešvera, tschechischer Komponist
- 1914: Martin Joseph Schlimbach, deutscher Orgelbauer
- 1917: Elisabeth Gnauck-Kühne, deutsche Frauenrechtlerin
- 1917: Franziskus von Bettinger, deutscher Geistlicher, Erzbischof von München und Freising
- 1918: Rudolph Blankenburg, US-amerikanischer Geschäftsmann und Politiker
- 1918: Mary Isabella Straton, britische Bergsteigerin
- 1922: František Ondříček, tschechischer Geiger und Komponist
- 1922: George Henry Wilson, US-amerikanischer Zahnarzt und Hochschullehrer
- 1923: Ernst Schwerdtner, Direktor des königlich sächsischen Lehrerseminars in Annaberg
- 1928: Emil Schennich, österreichischer Komponist
- 1930: Joseph König, deutscher Chemiker
- 1933: Adelbert Ames, US-amerikanischer General während des Sezessionskriegs
- 1933: Lola Artot de Padilla, französisch-spanische Sopranistin
- 1933: Rudolf Benario, deutscher Volkswirt, einer der ersten im KZ Dachau ermordeten Juden
- 1933: Andreas Blunck, deutscher Jurist und Politiker
- 1933: Carl Ulrich, deutscher Politiker und erster Ministerpräsident des Volksstaates Hessen
- 1938: Fjodor Iwanowitsch Schaljapin, russischer Opernsänger
- 1938: Johannes Thienemann, deutscher Ornithologe
- 1942: Otto Rub, deutscher Schauspieler und Historiker
- 1943: Henry Murray, neuseeländischer Leichtathlet
- 1944: Adolf Wagner, deutscher Politiker, Gauleiter von München, bayerischer Minister und SA-General
- 1944: Adrian Warburton, britischer Pilot im Zweiten Weltkrieg
- 1945: Vilém Mathesius, Prager Linguist, Historiker und Anglist

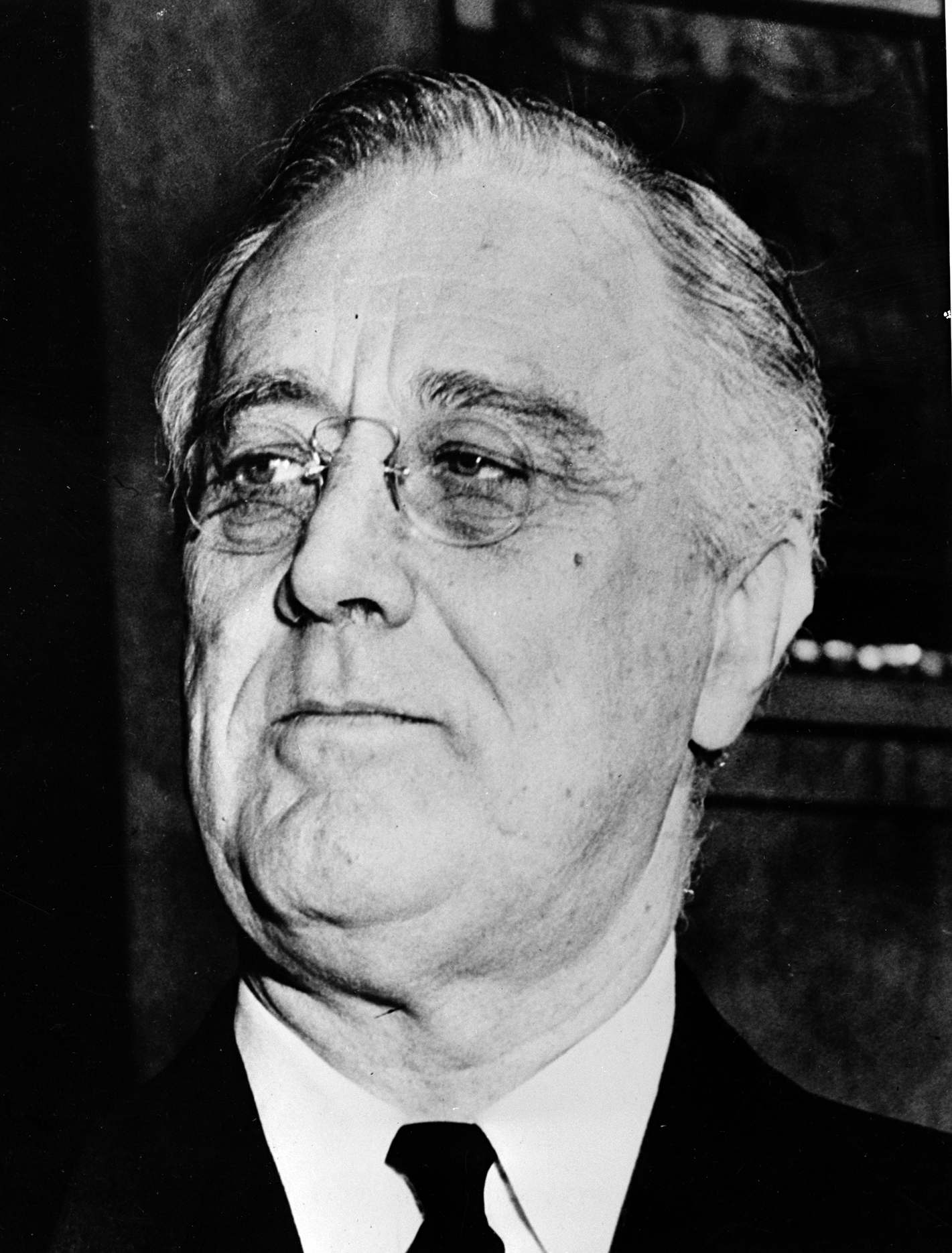
Franklin D. Roosevelt († 1945)

- 1945: Franklin D. Roosevelt, US-amerikanischer Politiker, 32. Präsident der USA mit vier Amtszeiten (New Deal, Good Neigbor Policy)
- 1945: Emil Stepanek, österreichischer Filmarchitekt
- 1947: Juana la Macarrona, spanische Flamenco-Tänzerin

#### 1951–2000
- 1955: W. H. Anderson, kanadischer Sänger, Chorleiter und Gesangspädagoge
- 1956: Constantin von Mitschke-Collande, deutscher Maler, Holzschneider und Lithograf
- 1957: Egon Grall, deutscher (Kommunal-)Politiker
- 1957: Wilhelm Niklas, deutscher Politiker und Bundesminister
- 1958: Alice Verne-Bredt, englische Komponistin, Pianistin und Musikpädagogin
- 1959: Ernest Willem Mulder, niederländischer Komponist und Musikpädagoge
- 1959: Grete Teege, deutsche Landespolitikerin, MdL

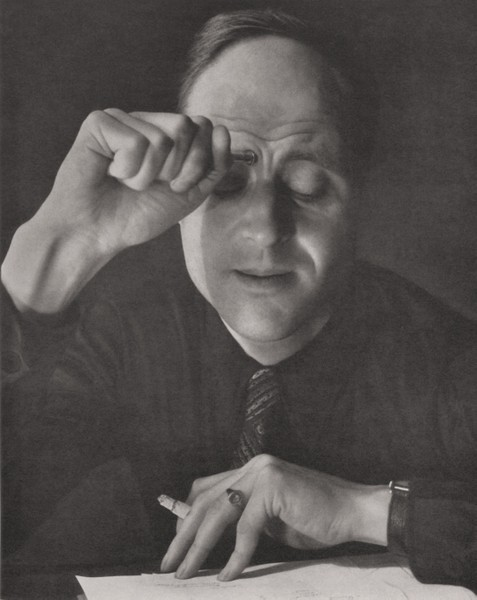
Walter Peterhans († 1960)

- 1960: Walter Peterhans, deutscher Fotograf
- 1961: Nils-Eric Fougstedt, finnischer Komponist und Dirigent
- 1961: Imre Sarkadi, ungarischer Schriftsteller
- 1962: Hermann Clausen, dänisch-deutscher Politiker
- 1962: Erwin Guido Kolbenheyer, österreichischer Romanautor, Dramatiker und Lyriker
- 1962: Nils Erik Hellsten, schwedischer Fechter
- 1962ː Pearl Peden Oldfield, US-amerikanische Politikerin
- 1963: Kazimierz Ajdukiewicz, polnischer Philosoph und Logiker
- 1963: Herbie Nichols, US-amerikanischer Jazzpianist und -komponist
- 1964: Barbara Henneberger, deutsche Skirennläuferin
- 1964: Jacob Josef Manger, deutscher Gastronom, Schiedsrichter und Fußballfunktionär
- 1964: Buddy Werner, US-amerikanischer Skirennläufer
- 1966: Sydney Allard, britischer Rennfahrer und Gründer der Allard-Motor-Company
- 1968: Heinrich Nordhoff, deutscher Unternehmer
- 1970: Armin Jeker, Schweizer Beamter
- 1971: Igor Jewgenjewitsch Tamm, sowjetischer Physiker russlanddeutscher Herkunft, Nobelpreisträger
- 1972: C. W. Ceram, deutscher Journalist und Wissenschaftsautor
- 1972: Ursula Vehrigs, deutsche Malerin
- 1973: Arthur Freed, US-amerikanischer Musicalproduzent und Liedertexter
- 1973: Fritz Neumayer, deutscher Politiker, MdL, Landesminister, MdB, Bundesminister
- 1974: Enno Spielhagen, deutscher Rundfunksprecher, -moderator und Discjockey
- 1975: Alf Steen Andersen, norwegischer Skispringer

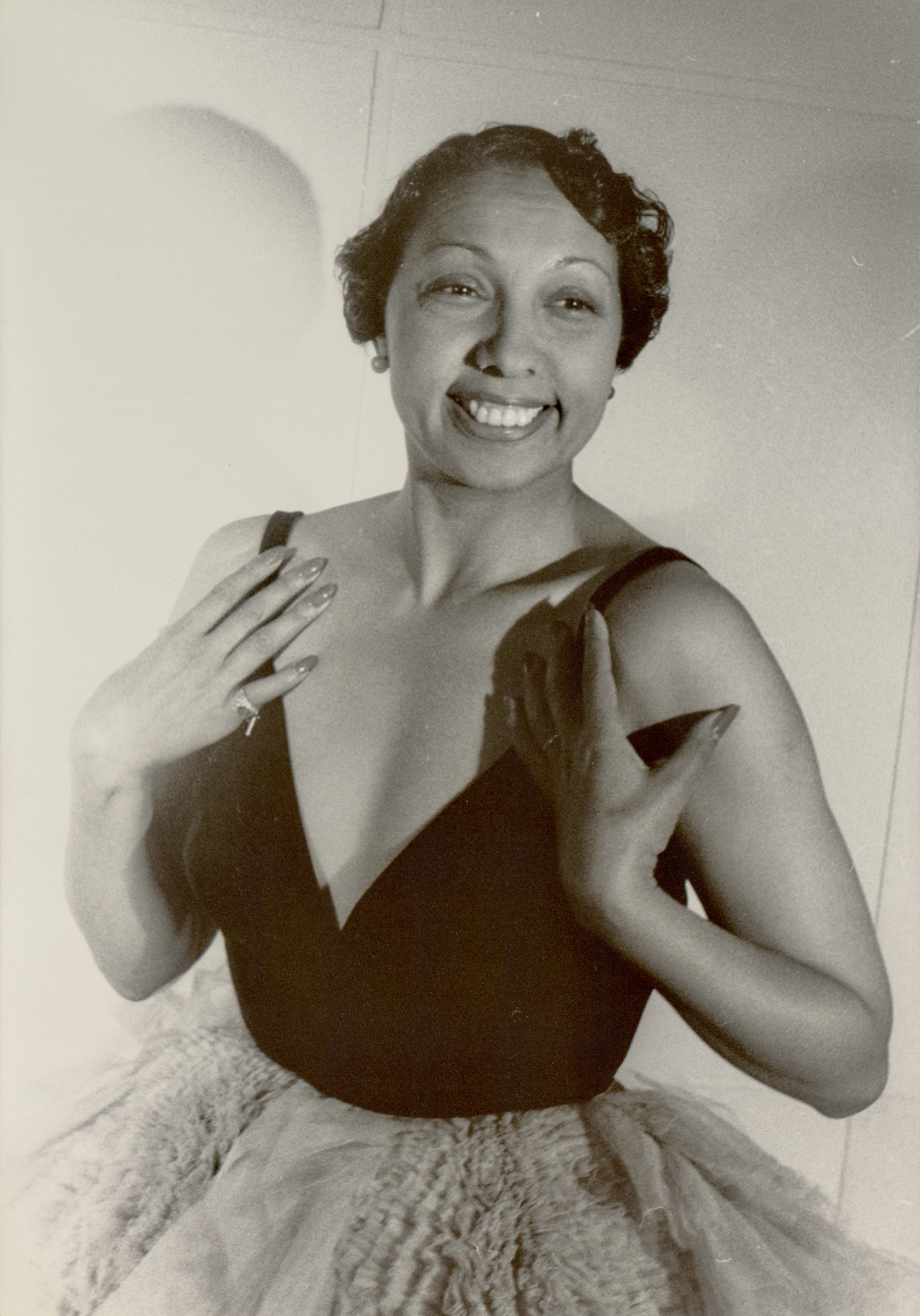
Josephine Baker († 1975)

- 1975: Josephine Baker, US-amerikanische Tänzerin, Sängerin und Schauspielerin
- 1976: Emilio Amero, mexikanischer Maler, Grafiker und Fotograf
- 1976ː Adriënne Broeckman-Klinkhamer, niederländische Malerin
- 1976: Eugène-Nestor de Kermadec, französischer Maler
- 1979: Karl Anton, tschechischer Filmregisseur, Drehbuchautor und Filmproduzent
- 1980: Abel Ferreira, brasilianischer Komponist
- 1980: Maria Dietz, deutsche Politikerin und MdB
- 1980: Clark McConachy, neuseeländischer Snookerspieler und Weltmeister im Englisch-Billiards
- 1980: William R. Tolbert jr., Präsident von Liberia
- 1981: Hendrik Andriessen, niederländischer Komponist
- 1981: Yasuhiko Asaka, japanischer Adeliger und General
- 1981: Hans Chemin-Petit, deutscher Komponist
- 1981: Joe Louis, US-amerikanischer Boxer

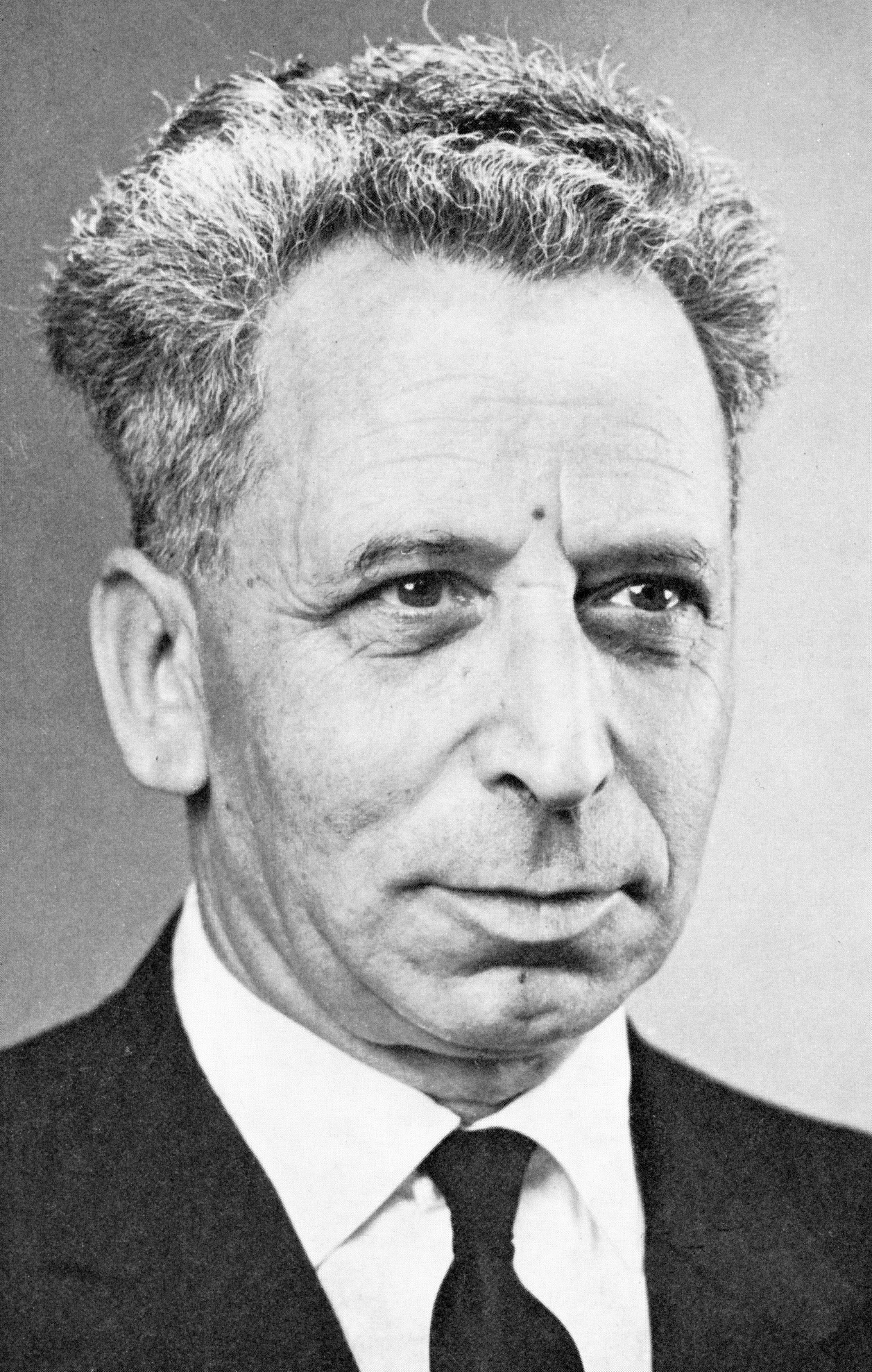
Jaap van Praag († 1981)

- 1981: Jaap van Praag, niederländischer Organisator
- 1981: Matthias Domaschk, deutscher Bürgerrechtler in der DDR
- 1982: Sigurður Sigurðsson, isländischer Leichtathlet
- 1986: José Abrajim Elcure, kolumbianischer Pianist, Geiger und Komponist
- 1986: Walentin Petrowitsch Katajew, sowjetischer Dramatiker und Romancier
- 1988: Hans-Jürg von Kalckreuth, deutscher Generalmajor
- 1988: Alan Paton, südafrikanischer Schriftsteller
- 1989: Sugar Ray Robinson, US-amerikanischer Boxer
- 1989: Ursula von Brockdorff, Sozialministerin von Schleswig-Holstein
- 1989: Tilda Thamar, argentinische Filmschauspielerin und Malerin
- 1990: Luis Trenker, österreichisch-italienischer Bergsteiger, Schauspieler, Regisseur und Schriftsteller aus Südtirol
- 1990: Kitagawa Fuyuhiko, japanischer Lyriker und Theaterkritiker
- 1990: Isabelle Waldberg, Schweizer Künstlerin
- 1992: Joachim Cadenbach, deutscher Schauspieler und Fernsehmoderator
- 1994ː Elissa Aalto, finnische Architektin und Designerin
- 1997: Kurt Laqueur, deutscher Diplomat
- 1998: Anne Geelhaar, deutsche Kinderbuch- und Science-Fiction-Autorin
- 1999: Boxcar Willie, US-amerikanischer Country-Sänger

### 21. Jahrhundert

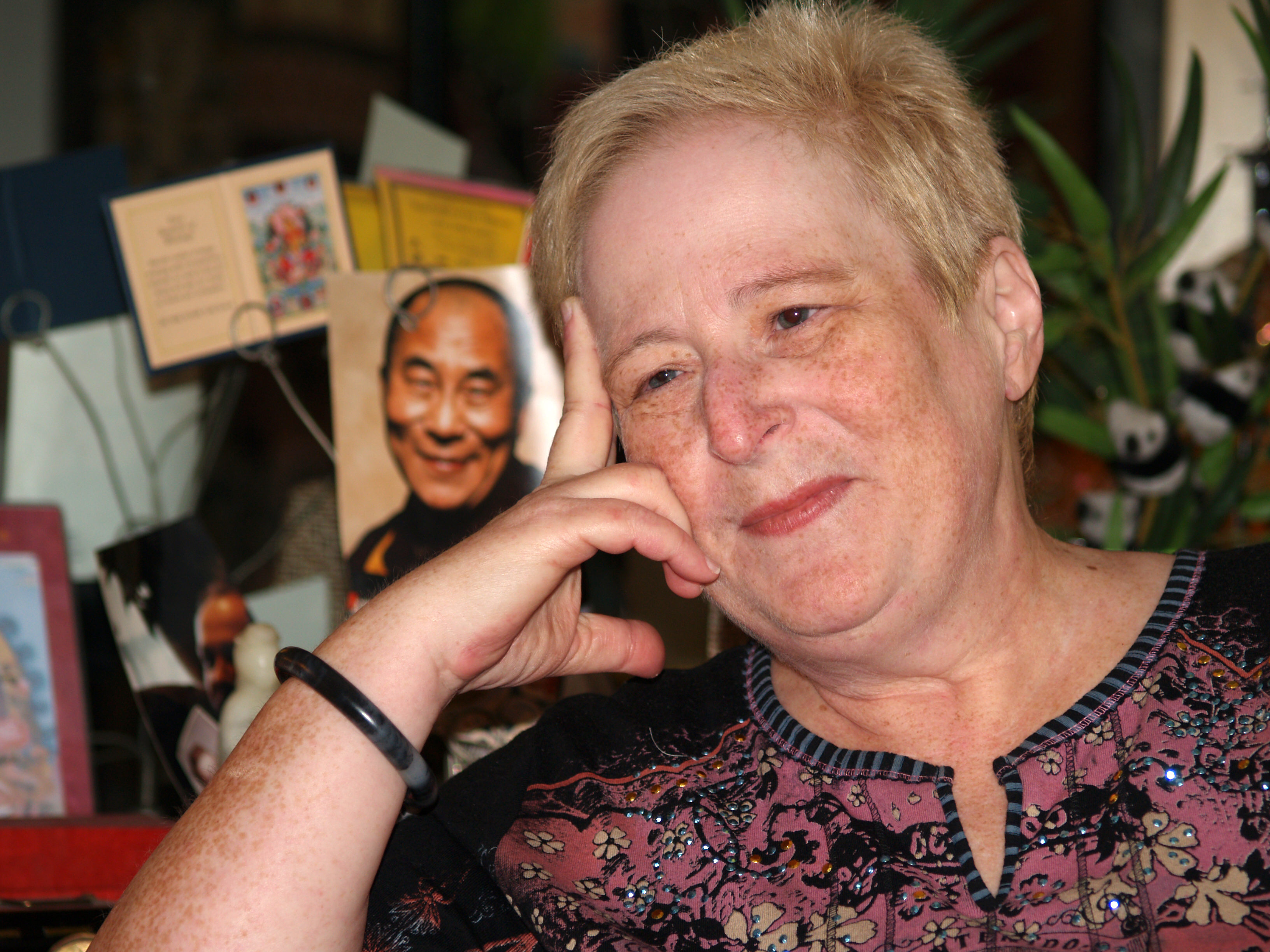
Eve Kosofsky Sedgwick († 2009)

- 2002: Nikolai Alexandrowitsch Semichatow, sowjetisch-russischer Elektroingenieur und Hochschullehrer
- 2004: Rudolf Rolfs, deutscher Satiriker und Theaterleiter
- 2005: Lucien Laurent, französischer Fußballspieler
- 2005: Barney Poole, US-amerikanischer American-Football-Spieler
- 2006: Kazuo Kuroki, japanischer Regisseur und Drehbuchautor
- 2006: Christiane Maybach, deutsche Schauspielerin
- 2006: Shekhar Mehta, kenianischer Rallyefahrer
- 2006: Günther Schwab, österreichischer Schriftsteller
- 2008: Dieter Eppler, deutscher Schauspieler
- 2008: Patrick Hillery, irischer Staatspräsident
- 2008: Yrsa von Leistner, deutsche Bildhauerin
- 2009: Sitara Atschiksai, deutsch-afghanische Politikerin und Frauenrechtlerin
- 2009: Marilyn Chambers, US-amerikanische Schauspielerin
- 2009: Ephraim Silas Obot, nigerianischer Bischof
- 2009: Eve Kosofsky Sedgwick, US-amerikanische Gender-Theoretikerin und Autorin
- 2009: John Maddox, britischer Chemiker und Wissenschaftsjournalist
- 2010: Wolfgang Graßl, deutscher Skirennläufer und -trainer

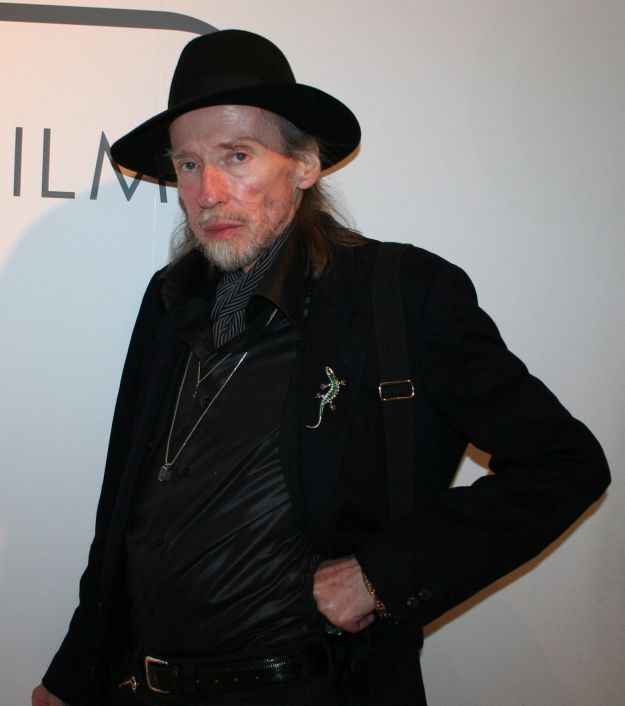
Werner Schroeter († 2010)

- 2010: Werner Schroeter, deutscher Regisseur
- 2011: Miroslav Tichý, tschechischer Fotograf und Maler
- 2012: Burkhard Asmuss, deutscher Historiker
- 2012: Wladimir Astapowski, sowjetischer Fußballtorwart
- 2012: Rolf Idler, deutscher Theaterschauspieler
- 2014: Boris Karadimtschew, bulgarischer Komponist und Songwriter
- 2015: Mario Wallenda, US-amerikanischer Hochseilartist
- 2015: Egon Winkelmann, deutscher Diplomat
- 2016: Víctor Manuel Leites, uruguayischer Dramatiker und Journalist
- 2016: Balls Mahoney, US-amerikanischer Wrestler
- 2016: Arnold Wesker, britischer Schriftsteller
- 2017: Charlie Murphy, US-amerikanischer Komiker
- 2018: Reinhard Düchting, deutscher Philologe
- 2018: Sergio Pitol, mexikanischer Literaturwissenschaftler, Diplomat und Schriftsteller
- 2019: Ivor Broadis, britischer Fußballspieler
- 2020: Stirling Moss, britischer Automobilrennfahrer

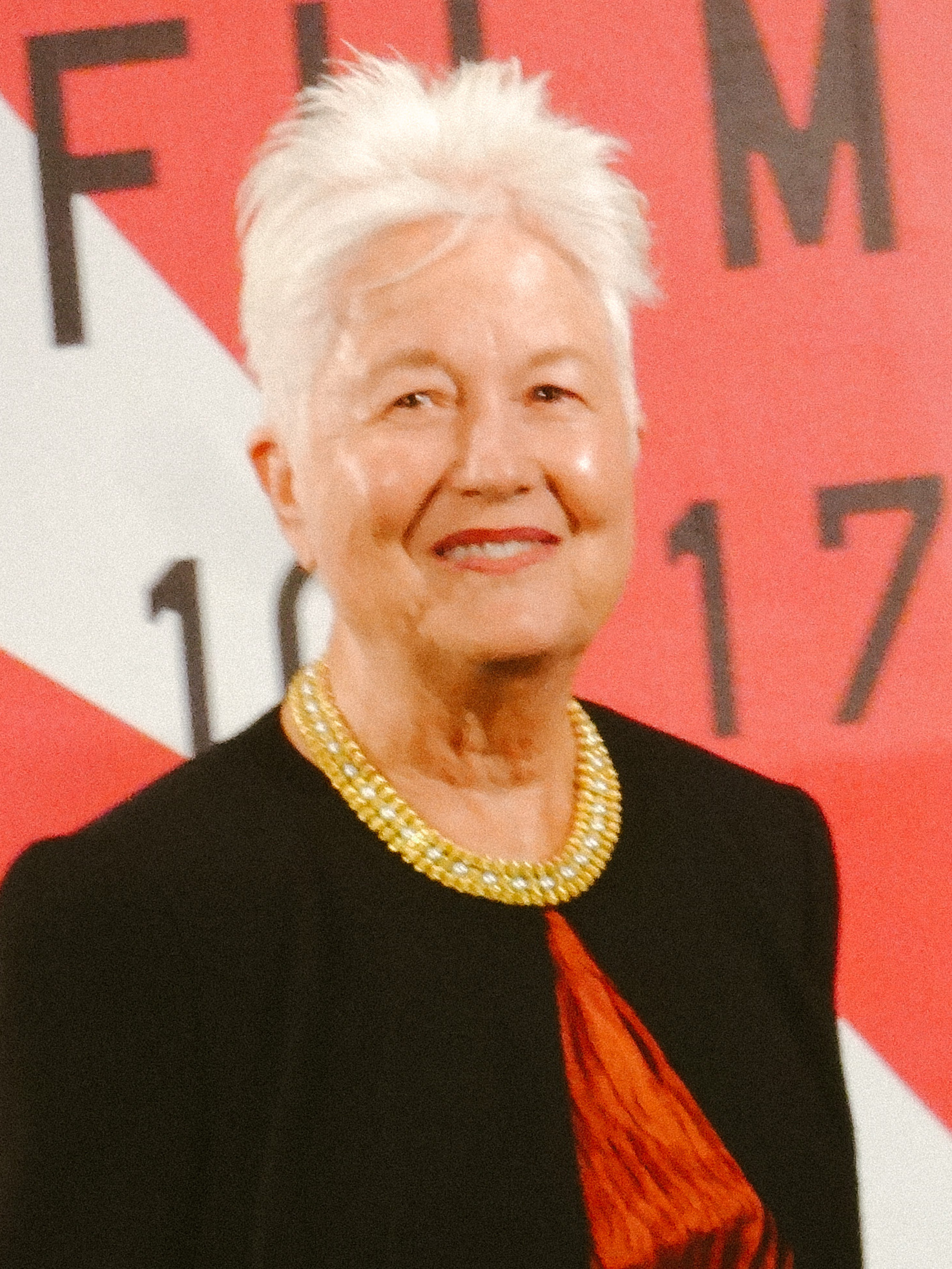
Eleanor Coppola († 2024)

- 2021: Ho Yen Chye, singapurischer Judoka
- 2022: Gilbert Gottfried, US-amerikanischer Komiker und Schauspieler
- 2022: Sergei Jaschin, russischer Eishockeyspieler und -trainer
- 2022: Irina Worobjowa, sowjetische Eiskunstläuferin
- 2024ː Olga Connolly, tschechoslowakische, später US-amerikanische Leichtathletin und Olympiasiegerin
- 2024ː Eleanor Coppola, US-amerikanische Filmproduzentin
- 2025ː Andrea Blaugrund Nevins, US-amerikanische Dokumentarfilmerin, Regisseurin, Produzentin und Drehbuchautorin

## Feier- und Gedenktage
- Kirchliche Gedenktage
  - Petrus Valdes, französischer Prediger und Kirchengründer (evangelisch)
  - Hl. Julius I., römischer Bischof, Papst und Schutzpatron (katholisch)
  - Hl. Zenon von Verona, mauretanisch-römischer Bischof (katholisch und orthodox)

- Namenstage
  - Julius

- Staatliche Feier- und Gedenktage
  - Russland: Tag der Kosmonauten

Weitere Einträge enthält die Liste von Gedenk- und Aktionstagen.